# Acontecimientos que condujeron al ataque a Pearl Harbor

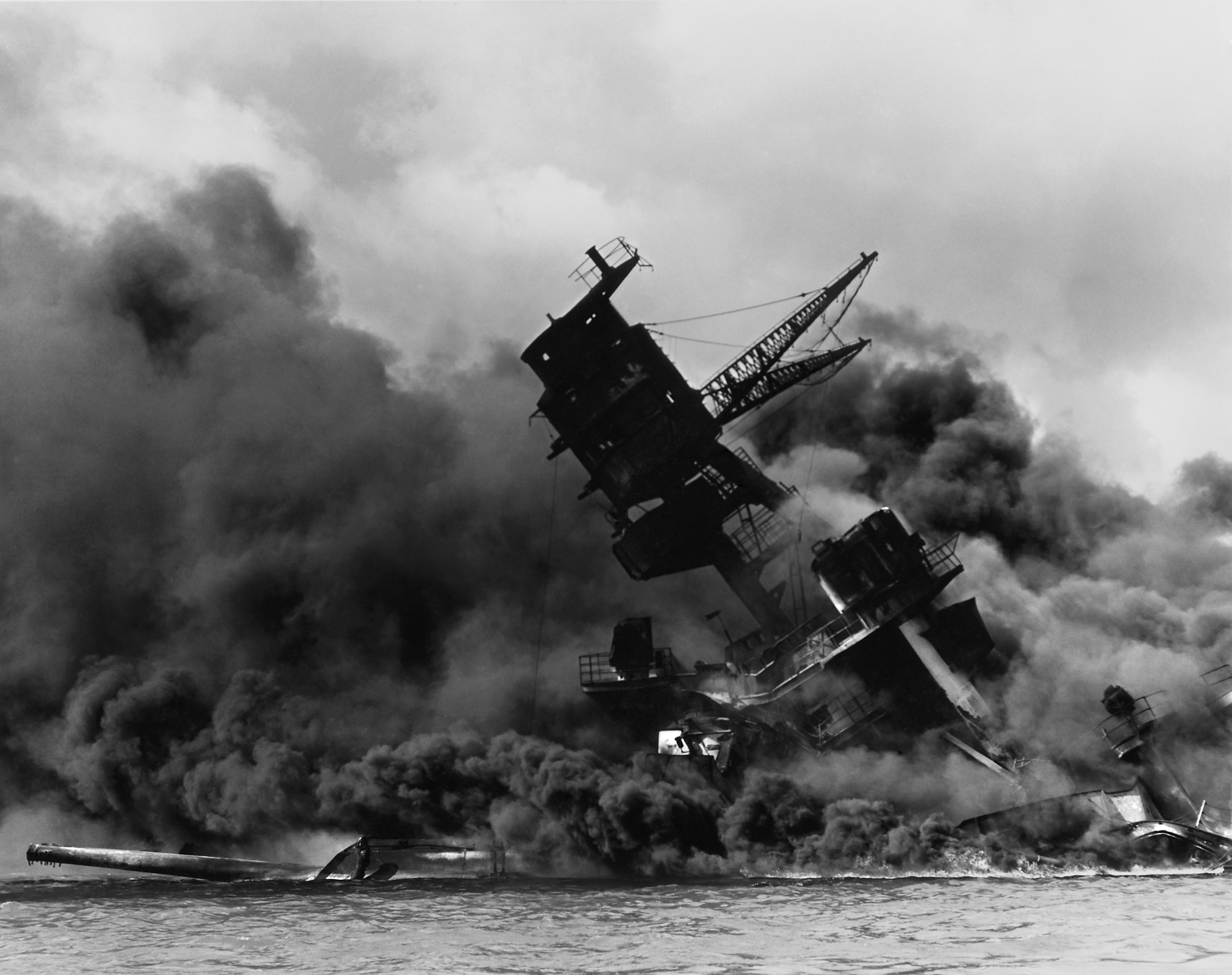
El acorazado ardiendo y semihundido durante el ataque a Pearl Harbor.

Los acontecimientos que condujeron al ataque a Pearl Harbor comenzaron en julio de 1940 cuando, meses después del estallido de la Segunda Guerra Mundial, los militares y políticos japoneses partidarios de la alianza con la Alemania nazi y la Italia fascista —que acababan de derrotar a Francia— consiguieron derribar al primer ministro Mitsumasa Yonai, que se había opuesto al pacto porque consideraba que llevaría a la guerra con el Reino Unido y con Estados Unidos. El giro en la política exterior de Japón quedó confirmado en septiembre cuando decidió ocupar el norte de la Indochina francesa y firmó el Pacto Tripartito que lo ligaba a las potencias europeas del Eje.
En mayo del año siguiente, Estados Unidos expuso su posición en los llamados Cuatro Principios, presentados por el secretario de Estado Cordell Hull absolutamente contrarios a la política expansionista japonesa, que tenía como objetivo el establecimiento de un área exclusiva en Asia Oriental y el Pacífico occidental llamada Esfera de Coprosperidad de la Gran Asia Oriental. La invasión alemana de la Unión Soviética a finales de junio de 1941 fue aprovechada por Japón para completar la ocupación de la Indochina francesa, una operación ante la que el presidente estadounidense Franklin D. Roosevelt reaccionó con la imposición de duras sanciones económicas que incluían el embargo de las exportaciones de petróleo.
Los Estados Mayores del Ejército y de la Armada imperiales, apoyados por el ministro de la Guerra, general Hideki Tojo, presionaron al primer ministro, Fumimaro Konoe, para entrar en guerra con Estados Unidos; ante la imposibilidad de Konoe de ampliar la fecha límite establecida para llegar a un acuerdo con Estados Unidos antes de recurrir a la fuerza, el 16 de octubre presentó su dimisión. Le sustituyó el general Tojo, que recibió el encargo del emperador de agotar todas las posibilidades para llegar a un acuerdo diplomático antes de desencadenar la guerra. La nueva fecha límite se fijó para el 30 de noviembre, aunque los preparativos bélicos no se abandonaron —el plan de ataque a la base naval estadounidense de Pearl Harbor presentado por el almirante Yamamoto fue aprobado el 20 de octubre, el mismo día en que se constituyó el gabinete de Tojo— y los líderes políticos y militares japoneses no hicieron ninguna concesión importante a las demandas estadounidenses, excepto la retirada de las tropas japonesas del sur de Indochina, por lo que el 26 de noviembre de 1941 el secretario Hull entregó a los representantes japoneses la que después sería conocida como la Nota Hull, en la que se exigía a Japón la retirada completa no solo de Indochina, sino también la de China, así como la ruptura de la alianza con la Alemania nazi.
La Nota Hull fue considerada como un ultimátum por los dirigentes japoneses, y el 1 de diciembre la Conferencia Imperial daba luz verde para entrar en la guerra.
El momento elegido quedó fijado en las 8:00 horas (horario de Hawái, 13:30 en Washington D. C.) del 7 de diciembre de 1941.
Un problema técnico relacionado con el desciframiento del mensaje por la embajada japonesa hizo que el comunicado se entregara a las 14:20 horas, cuando ya hacía una hora que los aviones japoneses habían iniciado el bombardeo. Al día siguiente el presidente Roosevelt se dirigió al Congreso para pedir la declaración de guerra a Japón. Su discurso comenzó diciendo: «Ayer, 7 de diciembre de 1941, una fecha que vivirá en la infamia, Estados Unidos de América fue atacado repentina y deliberadamente por fuerzas navales y aéreas del Imperio japonés».

## Antecedentes

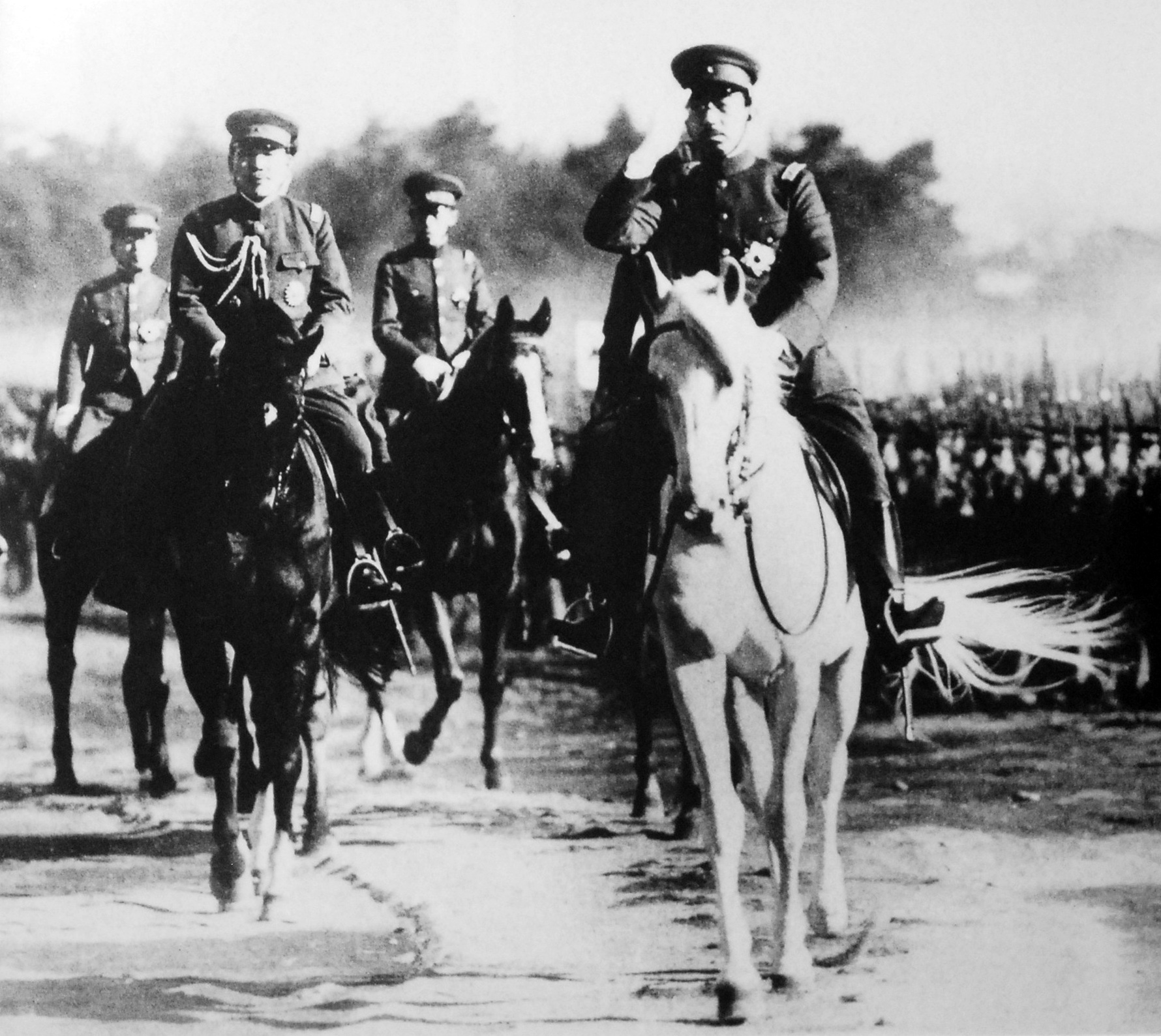
El emperador Hirohito, a caballo, presidiendo una parada militar en 1938.

Japón se había convertido en una gran potencia de Extremo Oriente en la última década del siglo XIX y la primera del siglo XX, durante la Era Meiji, gracias a sus resonantes victorias en la primera guerra sino-japonesa (1894-1895) y en la guerra ruso-japonesa (1904-1905), por las que obtuvo la posesión de Taiwán, de Corea y de la parte sur de la isla de Sajalín, así como derechos de arrendamiento sobre la región china de Manchuria que incluían el control de la franja de territorio por donde discurría el Ferrocarril del Sur de Manchuria, para lo que desplegó el Ejército Kwantung. Aunque el «área de influencia» japonesa sobre el norte de China se consolidó y amplió después de la Primera Guerra Mundial, en la que Japón participó del lado de los aliados vencedores, el país se vio obligado a firmar el Tratado de las Nueve Potencias (1922), acordado tras la Conferencia de Washington, por el que se reconocía y garantizaba la soberanía e integridad territorial de China y la política de puertas abiertas, propugnada fundamentalmente por Estados Unidos.

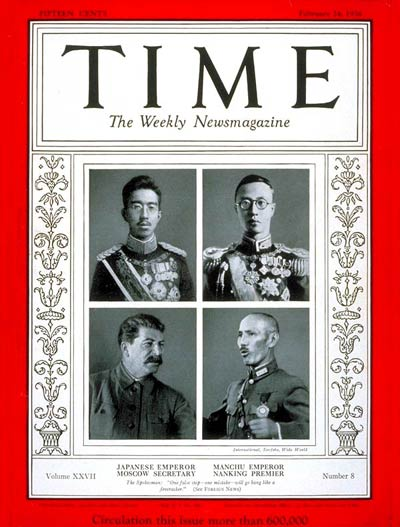
Portada de la revista Time de febrero de 1936 en la que aparecen el emperador Hirohito; Pu-Yi, emperador del Estado títere de Manchukuo; Stalin, líder de la Unión Soviética; y Chiang Kai-shek, presidente de la República de China.

El «sistema de Washington», como se lo llamó, comenzó a ser cuestionado por Japón como consecuencia del impacto de la Gran Depresión iniciada en 1929. Las dificultades económicas que trajo consigo —las exportaciones japonesas se redujeron a la mitad, lo que se tradujo en una drástica caída de las importaciones de alimentos, materias primas y fuentes de energía, especialmente petróleo, de las que Japón carecía— reforzaron a los grupos ultranacionalistas y militaristas, integrados también por oficiales del Ejército, que rechazaban la cultura occidental, y en su lugar propugnaban los valores tradicionales japoneses («niponismo» frente a «occidentalismo»).

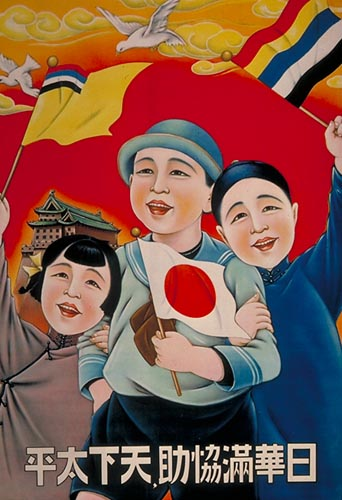
Póster difundido por el Estado títere japonés de Manchukuo para promover la armonía entre japoneses, chinos y manchúes.

Así, la idea liberal de la monarquía constitucional fue desechada —su principal defensor, el prestigioso jurista Tatsukichi Minobe, fue acusado en 1935 del crimen de «lesa majestad» y obligado a abandonar su cátedra de la Universidad de Tokio— y en su lugar se impuso el culto al emperador —presentado como un «dios viviente», encarnación de la nación—. En 1937, el ministro de Educación, el general en la reserva Sadao Araki, antiguo líder de la facción más ultranacionalista del Ejército (Kodoha o Facción del Camino Imperial), promulgó una ley titulada Fundamentos del Régimen Nacional (Kokutai no Hongi), en la que se afirmaba que el emperador descendía de la diosa Amaterasu, y que era la fuente de la vida y de la moralidad del pueblo. Asimismo, se ensalzaban las virtudes de lealtad, patriotismo, amor filial, armonía, espíritu nacional (kokutai) y bushido (el código de los guerreros samuráis), mientras que se condenaba el individualismo occidental, origen de movimientos indeseables como la democracia, el socialismo y el comunismo.

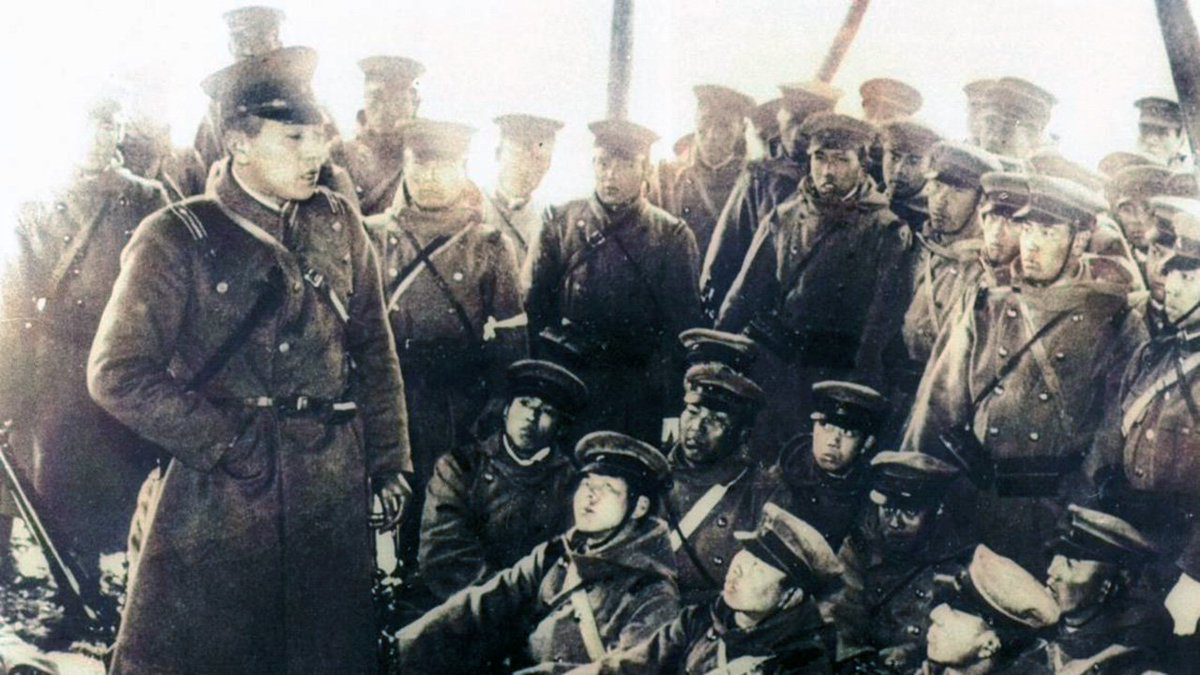
Tropas rebeldes en el fallido golpe de Estado llamado Incidente del 26 de febrero de 1936.

Por otro lado, desde mayo de 1932 los gobiernos japoneses dejaron de ser parlamentarios y estuvieron integrados en su mayoría por personas no ligadas a ninguno de los dos grandes partidos —el conservador Rikken Seiyukai y el liberal Rikken Minseito— y por altos mandos del Ejército y de la Armada. La influencia de los militares sobre el gobierno se incrementó paradójicamente tras el fracasado golpe de Estado encabezado por la facción Kodoha y conocido como el incidente del 26 de febrero de 1936. Al año siguiente se instituyó la conferencia de enlace entre el gobierno y los Estados Mayores del Ejército y la Armada Imperiales, que fue el organismo en el que a partir de entonces se tomaron las grandes decisiones, singularmente las relativas a la política exterior y la guerra; estas decisiones eran luego sancionadas en la Conferencia Imperial, presidida por el emperador, en las que el presidente del Consejo Privado formulaba las preguntas en su nombre, mientras este permanecía callado.
En política exterior, los ultranacionalistas, con un peso cada vez mayor entre la clase dirigente civil y militar japonesa, rechazaban el «sistema de Washington» y defendían la creación de una «zona exclusiva» en Asia y el Pacífico, en la que Japón podría conseguir lo que no obtenía de su propio territorio, aunque esto supusiera enfrentarse a las potencias occidentales con importantes intereses coloniales y económicos en la zona: Gran Bretaña, Francia, Países Bajos y Estados Unidos.

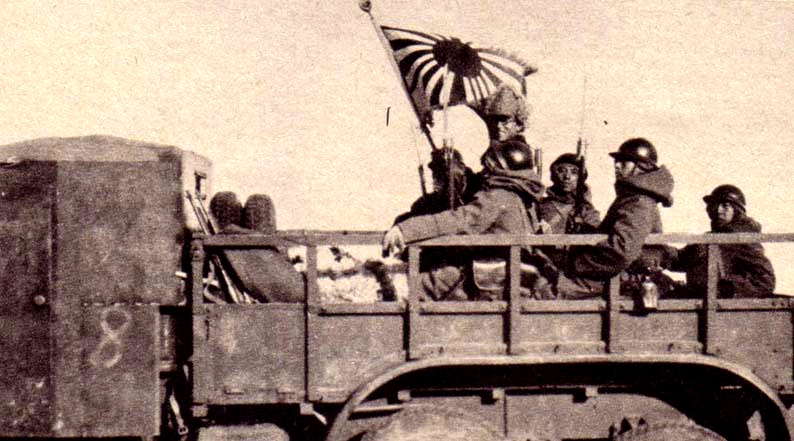
Tropas japonesas en Manchuria (1932).

Aunque la primera concreción de esta política no se produjo hasta 1936, el primer paso en la formación de la futura «Gran Asia» fue la anexión de Manchuria en septiembre de 1931. Allí Japón estableció un Estado títere que llamó Manchukuo y a cuyo frente colocó a Pu-Yi, el último emperador de China. Ningún gobierno reconoció la nueva Administración. En marzo de 1933, Japón abandonó la Sociedad de Naciones en señal de protesta por el informe de la Comisión Lytton que, tras investigar el «incidente de Manchuria», había condenado la intervención japonesa, y recomendado la retirada de sus tropas y la devolución a China de la soberanía de la región. Sin embargo, esta organización supranacional no fue más allá y no impuso ningún tipo de sanción a Japón. Estados Unidos, que no formaba parte de ella, tampoco adoptó ninguna medida. Sin embargo, Japón quedó aislado internacionalmente, aislamiento que se acentuó cuando el gobierno, presionado por la Armada, denunció en diciembre de 1934 el Tratado Naval de Londres de 1930 sobre la limitación de buques de guerra. Japón pareció romper su aislamiento en noviembre de 1936 adhiriéndose al Pacto Antikomintern, que habían firmado la Alemania nazi y la Italia fascista con el objetivo de buscar apoyos en una posible guerra con la Unión Soviética en la frontera del norte de China, lo que constituía la principal preocupación del Ejército Imperial Japonés. Pero esta estrategia se vendría abajo tres años después con la firma del pacto germano-soviético en agosto de 1939.

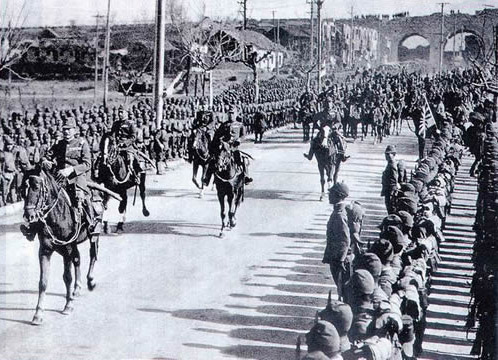
El general en jefe de las fuerzas armadas japonesas hace su entrada en Nankín (diciembre de 1937).

El segundo paso hacia la «Gran Asia» fue la invasión de China, iniciada en julio de 1937. Tras la rápida ocupación de Pekín, los japoneses avanzaron hacia el sur y en noviembre de 1937 tomaban Shanghái. Al mes siguiente caía la capital china, Nankín, donde los soldados japoneses desataron una ola de saqueos y de terror que se saldó con el asesinato de unas 200 000 personas, entre soldados prisioneros y civiles, además de la violación de miles de mujeres antes de su ejecución. En octubre de 1938, Cantón cayó en poder de los japoneses, así que a finales de ese año ya habían ocupado una parte importante de China, aunque en la región de Chongqing seguían resistiendo las fuerzas del Guomindang de Chiang Kai-shek, y en la de Yenan las del Partido Comunista Chino de Mao Zedong.

Distribución de posesiones coloniales en Asia Oriental y el Pacífico al comienzo de la Segunda Guerra Mundial.

Convencido de que la guerra de China estaba ganada, el primer ministro Fumimaro Konoe anunció a finales de 1938 el nacimiento de un «Orden Nuevo» para Asia, que dos años después recibiría el nombre de Dai To-A Kyoeiken, o Esfera de Coprosperidad de la Gran Asia Oriental, y que significaba en realidad el dominio por Japón de toda la región convertida en su Lebensraum o «espacio vital». No obstante, el anuncio resultó prematuro porque la guerra sino-japonesa continuó, y en enero de 1939 Konoe tuvo que dimitir. Al mes siguiente, los japoneses se apoderaron de la isla de Hainan, en el golfo de Tonkín, desde donde podían amenazar a la Indochina francesa, a las Indias Orientales Neerlandesas y a las Filipinas, entonces bajo control de Estados Unidos (que, por otro lado, había comenzado a apoyar a Chiang Kai-shek mediante la concesión de un crédito de 25 millones de dólares). Además, el Congreso, a propuesta del presidente Franklin D. Roosevelt, decidido a frenar el expansionismo japonés, derogó en julio de 1939, con efectos de 1 de enero de 1940, el Tratado de Comercio y Navegación con Japón de 1911, lo que se preveía que tendría unas consecuencias muy negativas para la economía japonesa, ya que un tercio de las importaciones de Japón provenían de Estados Unidos, y entre ellas se encontraban bienes vitales como la chatarra para la industria industria siderúrgica y el petróleo.

## Acontecimientos de 1940

### 16 de julio: la facción pro-Eje encabezada por el Ejército hace caer al primer ministro Yonai

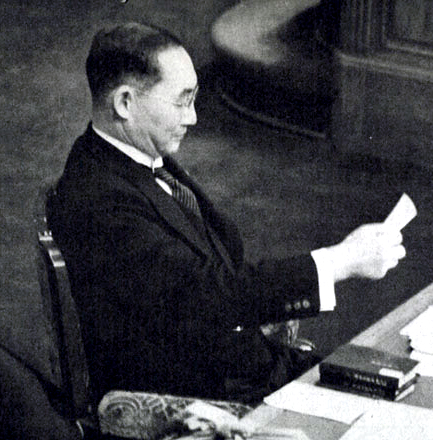
El primer ministro Mitsumasa Yonai, leyendo un memorando en la Dieta (febrero de 1940).

Incluso antes de que comenzara la Segunda Guerra Mundial en Europa, los líderes militares mantuvieron un intenso debate sobre si Japón debía aliarse con la Alemania nazi y la Italia fascista. La oposición más frontal era la que defendía el ministro de Marina, el almirante Mitsumasa Yonai, apoyado por sus dos hombres de confianza, el viceministro de Marina, el almirante Isoroku Yamamoto, y el Jefe de Asuntos Militares del Ministerio, el vicealmirante Shigeyoshi Inoue. Los tres estaban convencidos de que la alianza con las potencias fascistas europeas conduciría a la guerra con Estados Unidos y con Gran Bretaña, una confrontación para la cual la Armada japonesa no estaba preparada. Así lo manifestó el ministro Yonai en la tensa reunión del gobierno de agosto de 1939, logrando detener la alianza; a este respecto, el emperador Hirohito comentaría: «Gracias a la Armada, nuestro país se ha salvado». Yonai temió ser víctima de un atentado por parte de los sectores ultranacionalistas como ya había sucedido antes; temiendo también que pudiera sucederle lo mismo a su viceministro, el almirante Yamamoto, lo alejó de Tokio y ese mismo mes de agosto le nombró Jefe de la Flota Combinada, a pesar de que Yamamoto insistía en seguir en el Ministerio. También nombró para un puesto alejado de la capital al vicealmirante Inoue, que era un declarado antinazi que había leído Mein Kampf en alemán y conocía los comentarios despectivos sobre Japón que aparecían en la obra original, pero que habían sido suprimidos en la traducción al japonés.

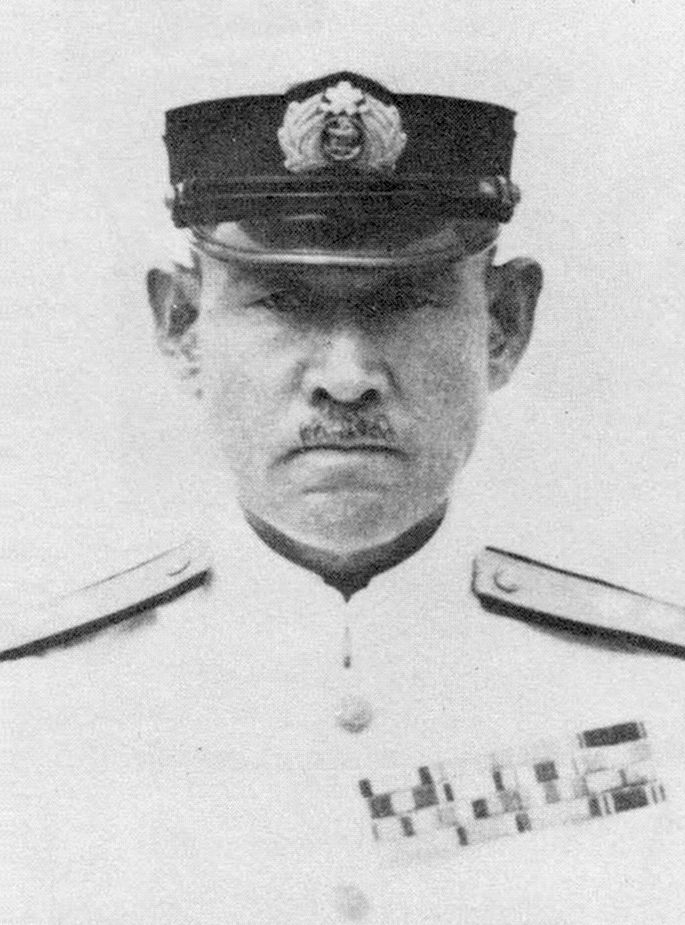
Vicealmirante Shigeyoshi Inoue, que apoyó al almirante Yonai en su oposición a la alianza de Japón con la Alemania nazi.

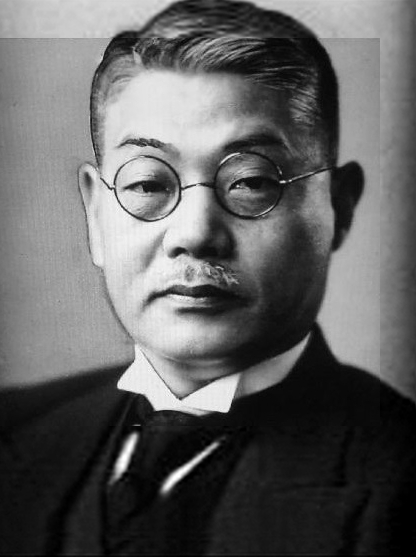
Hachiro Arita, ministro de Asuntos Exteriores en el gabinete del almirante Yonai.

En enero de 1940, el emperador Hirohito nombró al almirante Yonai primer ministro de Japón —con Hachiro Arita, también opuesto a la alianza con Alemania e Italia, como ministro de Asuntos Exteriores—, pero esa decisión no arredró a los militares pro-Eje, integrados por la práctica totalidad de los altos mandos del Ejército Imperial Japonés y por un sector de la Armada cada vez más numeroso conforme se iban produciendo los éxitos de Hitler en la guerra en Europa. Estos militares creían que la alianza con las potencias europeas del Eje obligaría a Gran Bretaña a dejar de apoyar a China en la segunda guerra sino-japonesa iniciada en 1937. Además descartaban la intervención de Estados Unidos porque, como país «históricamente aislacionista», en palabras del contraalmirante Takazumi Ika, no se atrevería a desafiar a la poderosa alianza germano-italo-japonesa poniéndose del lado de una Gran Bretaña «ya en declive». Sin embargo, tanto los políticos y militares pro-Eje como los opuestos a la alianza coincidían en la necesidad de establecer un «nuevo orden» en Asia Oriental que asegurara a Japón el acceso a las materias primas y fuentes de energía que necesitaba y que acabara con el dominio en el área de las potencias occidentales. El desacuerdo residía en cómo conseguirlo.
Cuando se produjo la rendición de Francia en junio de 1940 los altos mandos militares coincidieron en que se debía aprovechar la «oportunidad de oro» que se presentaba para expandirse hacia el sudeste de Asia y establecer una «esfera económica autosuficiente» que iría desde el océano Índico a los mares del Sur. «Nunca en nuestra historia ha habido un momento como el presente, cuando es tan urgente planear el desarrollo de nuestro poder nacional (...). No deberíamos dejar escapar la favorable oportunidad que ahora se presenta», se decía en la declaración del Ejército en la que fijaba su posición. Pero para esta nueva política, sintetizada en la consigna «defensa en el norte y avance en el sur», se necesitaba un nuevo gobierno.

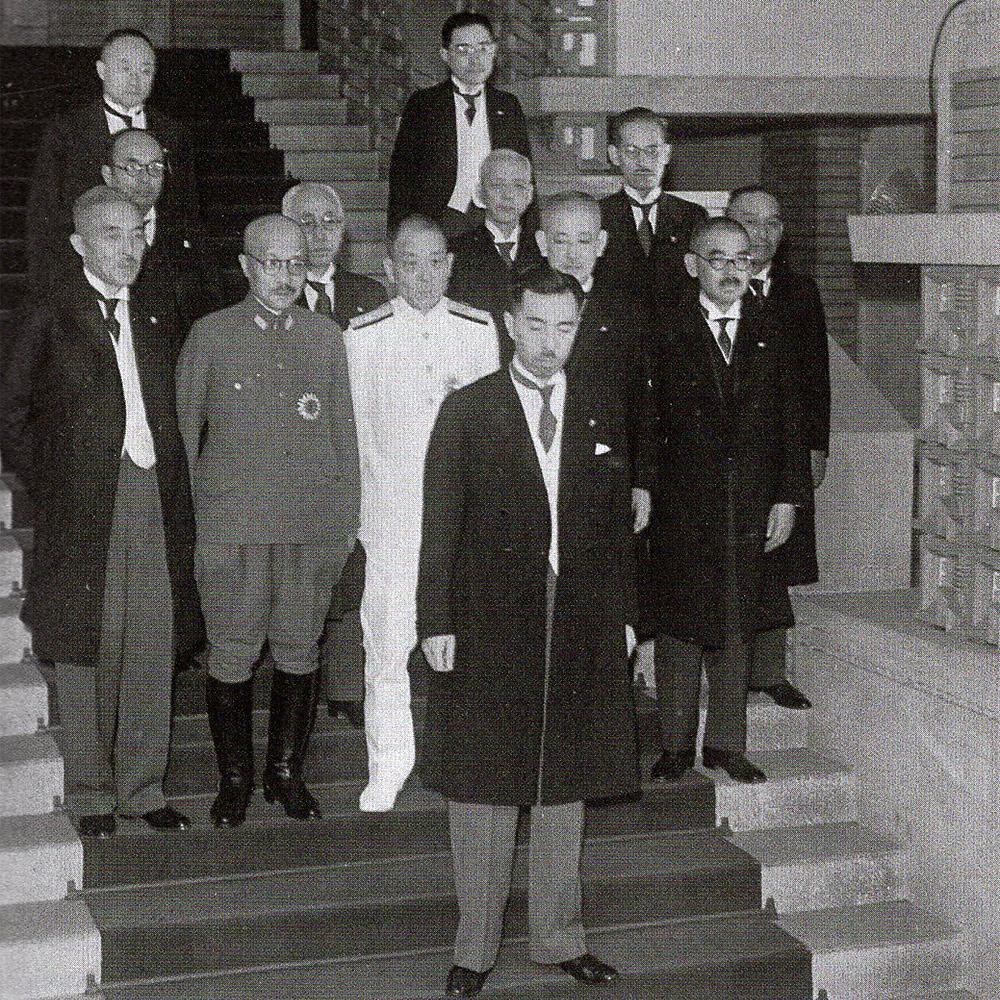
Posado oficial de los miembros del nuevo gobierno formado en julio de 1940, presidido por Fumimaro Konoe (en primer plano). En los acontecimientos posteriores desempeñarían un papel crucial el nuevo ministro de la Guerra, el general Hideki Tōjō (segundo por la izquierda en la primera fila tras el presidente), y, como ministro de Asuntos Exteriores, Yosuke Matsuoka (primero por la derecha en la misma fila).

La operación de derribo del primer ministro Yonai se puso en marcha en julio cuando el ministro de la Guerra Shunroku Hata dimitió, negándose el Ejército a proponer un sustituto, lo que implicaba la disolución inmediata del gobierno. Así que Yonai no tuvo más remedio que dimitir el 16 de julio, y el nuevo primer ministro nombrado por el emperador al día siguiente fue el príncipe Fumimaro Konoe, el candidato favorito del Ejército y que ya había estado al frente del gobierno cuando comenzó en 1937 el Incidente de China. Las personas que ocuparon los dos puestos claves del gabinete también fueron las que propuso el Ejército: el belicista general Hideki Tojo, como ministro de la guerra, y el político y diplomático pro-Eje Yosuke Matsuoka, como ministro de Asuntos Exteriores. El 22 de julio se formó el nuevo gobierno y al día siguiente el primer ministro Konoe anunció en un discurso emitido por la radio que el antiguo orden mundial estaba desmoronándose y que Japón tenía que estar preparado para dar la bienvenida al nuevo. El ministro Matsuoka lo expresó aún más claramente:

En la batalla entre la democracia y el totalitarismo este último sin ninguna duda vencerá y controlará el mundo. La era de la democracia ha terminado y el sistema democrático está en bancarrota.

El 27 de julio se reunió la conferencia de enlace con los Estados Mayores del Ejército y de la Armada en la que se aprobó la declaración «Principios Fundamentales de la Política Básica Nacional», cuyo borrador había sido elaborado por el Ejército. En ella se fijaba como objetivo instituir un nuevo orden en Asia Oriental, que según explicó el ministro de Asuntos Exteriores Yosuke Matsuoka, consistiría en la creación de una Esfera de Coprosperidad de la Gran Asia Oriental. En la conferencia también se acordó proseguir el avance japonés hacia el Sudeste Asiático, un objetivo estratégico defendido sobre todo por el Estado Mayor de la Armada —para acceder a los yacimientos de petróleo de las Indias Orientales Neerlandesas—, y que el Ejército también apoyó, aunque su mayor preocupación seguía estando en la frontera del norte de China y de Mongolia con la Unión Soviética, donde a mediados del año anterior había sufrido una contundente derrota. Según el historiador Antony Beevor, esta derrota fue clave para que los partidarios de «golpear en el sur», es decir, situar como objetivo estratégico las colonias francesas, holandesas y británicas del sudeste asiático y enfrentarse a la flota estadounidense del Pacífico, se impusieran a los partidarios de «golpear en el norte» —es decir, hacer frente a la Unión Soviética—. Por último, la declaración propugnaba el fortalecimiento de las relaciones con las potencias del Eje. «Deberíamos decidir compartir nuestro destino con Alemania e Italia», dijo el subjefe del Estado Mayor del Ejército.

### 23 de septiembre: Japón ocupa el norte de la Indochina francesa

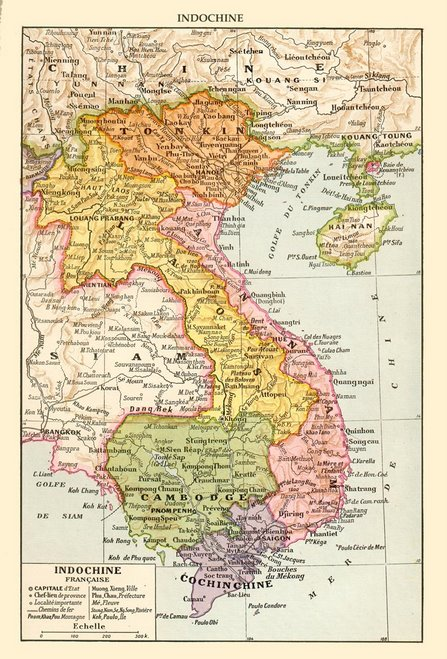
Mapa de la Indochina francesa en la década de 1930.

Tras la derrota de Francia en junio de 1940 por la Alemania nazi, Japón presionó a las autoridades coloniales francesas de Indochina —que dependían del gobierno colaboracionista de Vichy— para que autorizaran la entrada de sus tropas en el norte de Indochina, lo que finalmente consiguió —iniciándose la ocupación el 23 de septiembre—. El motivo inmediato era cerrar la ruta de aprovisionamiento de China por la que llegaba la ayuda británica y estadounidense al gobierno nacionalista de Chiang Kai-shek —Japón intentaba poner fin así al «incidente de China», eufemismo utilizado por los japoneses para referirse a la segunda guerra sino-japonesa—. Pero también era una respuesta a la cancelación a principios de año del Tratado de Comercio y Navegación con Estados Unidos —lo que le estaba creando graves problemas económicos al no poder acceder a determinadas materias primas— y al traslado de la base de la flota estadounidense del Pacífico a Pearl Harbor, en las islas Hawái, decidida en enero, lo que se sumaba a otras medidas acordadas anteriormente por el presidente Roosevelt como respuesta a la invasión japonesa de China.

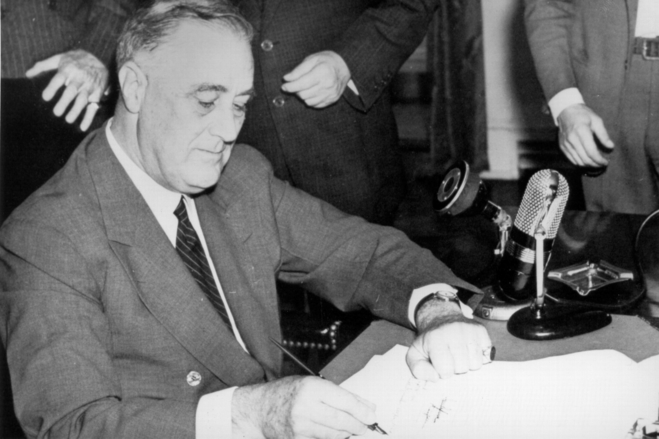
El presidente estadounidense Franklin D. Roosevelt en el Despacho Oval en 1940.

Estados Unidos interpretó la ocupación del norte de Indochina como una nueva prueba del propósito de Japón de constituir un gran imperio en Asia Oriental y el 26 de septiembre el presidente Roosevelt ordenó el embargo de los envíos de chatarra, imprescindibles para la industria siderúrgica japonesa, y también aumentó la ayuda económica a Chiang Kai-shek. El gobierno de Gran Bretaña la entendió de la misma forma y reabrió la ruta de Birmania para abastecer a China, además de conceder un nuevo préstamo a su gobierno. Los holandeses, aliados con los británicos, se negaron a permitir el acceso de Japón a la Indias Orientales Neerlandesas, ricas en petróleo. La reacción de las potencias occidentales avivó la idea difundida por los partidarios de la guerra de que Japón estaba siendo sometido al «cerco ABCD» (de Estados Unidos, Gran Bretaña, China y Países Bajos).

### 27 de septiembre: firma del Pacto Tripartito entre Japón, Alemania e Italia

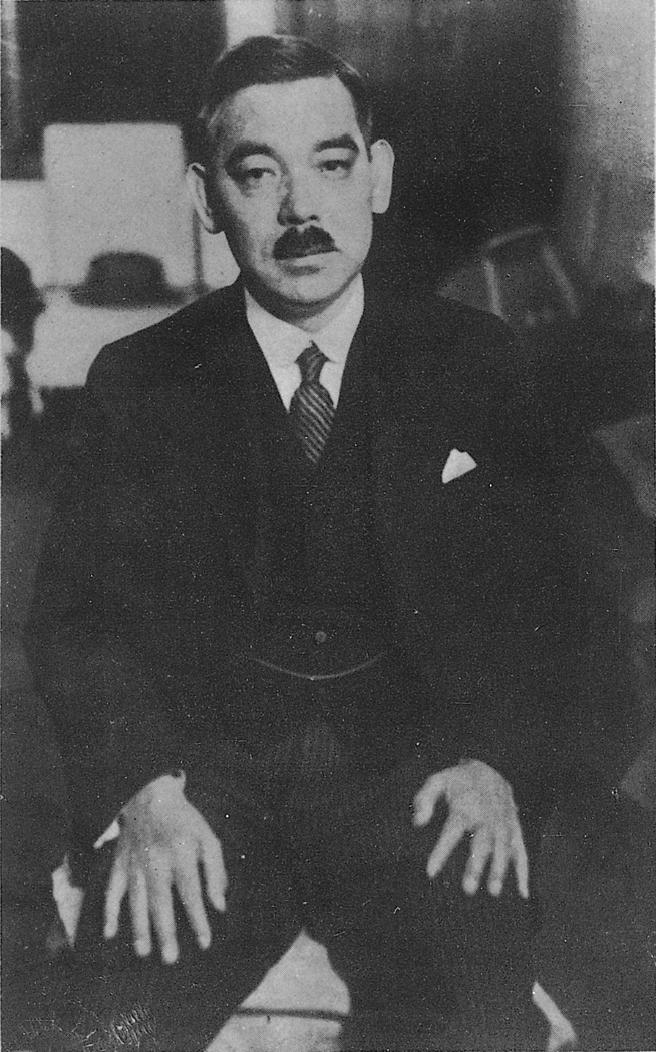
El ministro de Asuntos Exteriores Yōsuke Matsuoka, promotor del Pacto Tripartito.

Mientras tanto, el gobierno del príncipe Fumimaro Konoe había estado negociando con la Alemania nazi la firma de una alianza militar. La iniciativa había partido del ministro japonés Matsuoka, que recibió el apoyo entusiasta del Ejército, y a principios de septiembre había llegado a Tokio Heinrich Stahmer, ayudante de Joachim von Ribbentrop, para iniciar las conversaciones.
En la conferencia de enlace del 14 de septiembre en que se aprobó la Alianza —decisión ratificada en la Conferencia Imperial celebrada cinco días después—, Matsuoka explicó que Japón se encontraba en una encrucijada y que la mejor alternativa era aliarse con el Eje, que según él estaba a punto de derrotar a Gran Bretaña, ya que unirse a esta y a Estados Unidos, supondría que «deberíamos resolver el Incidente de China como Estados Unidos nos dijera, abandonar nuestra esperanza de un Nuevo Orden en Asia Oriental, y obedecer los dictados anglo-estadounidenses al menos durante el siguiente siglo». Y a continuación se preguntó retóricamente: «¿Estarían satisfechos con esto los cientos de miles de espíritus de nuestros soldados muertos?». «Una alianza con los Estados Unidos es impensable. El único camino que nos queda es aliarse con Alemania e Italia», concluyó.

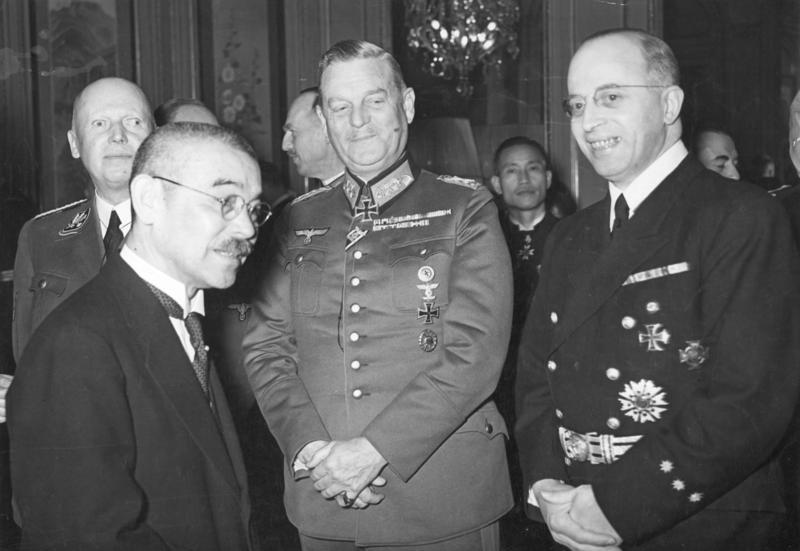
Yōsuke Matsuoka (en primer plano) durante su estancia en Berlín a finales de marzo de 1941. Le acompañan el mariscal de campo Wilhelm Keitel (centro), el embajador de Alemania en Tokio, Heinrich Stahmer (derecha), y (a la espalda de Matsuoka) el ministro del Reich Heinrich Georg Stammer.

Pero, para poder superar la oposición de la Armada al acuerdo —a la que le preocupaba que la alianza pudiera conducir a una guerra con Estados Unidos, para la que no estaba aún preparada y que si se prolongaba no se podría ganar—, Matsuoka tuvo que conceder que Japón mantendría su independencia a la hora de decidir si entraba o no en guerra y luego lograr que Alemania lo aceptara —aunque la redacción final que se dio a ese punto no estaba exenta de ambigüedad—. Otro elemento que acabó por convencer a la Armada fue la promesa de aumentar el presupuesto naval.
Matsuoka estaba convencido de que el acuerdo con Alemania e Italia reforzaba la posición de Japón en las futuras negociaciones con el gobierno de Washington. Lo mismo pensaba el primer ministro Konoe, que lo apoyó, aunque era consciente de los riesgos que conllevaba. Así a los consejeros imperiales reunidos el día antes de firmarse el pacto en Berlín, que expresaron sus dudas sobre el paso que se iba a dar, les dijo: «Hemos de actuar desafiantes con Estados Unidos para que no subestime a Japón… Pero si se presenta el peor escenario, mi gobierno está resuelto a afrontarlo».

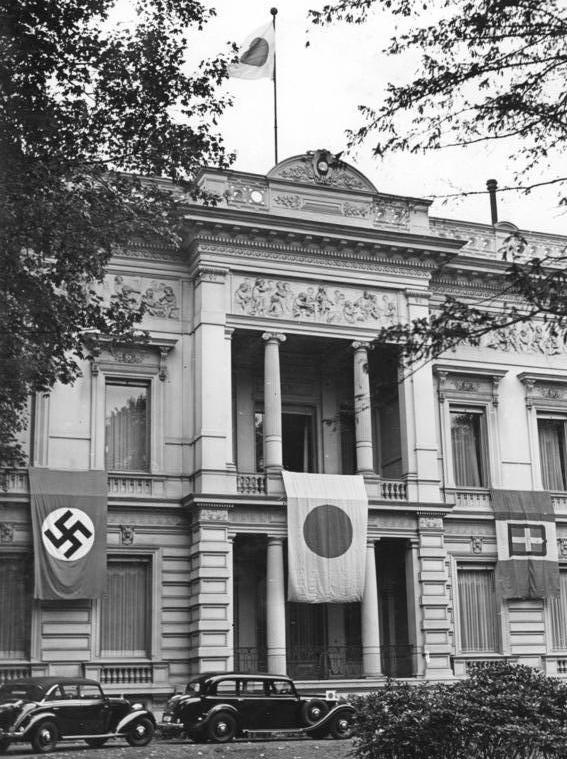
Banderas del Alemania, Japón e Italia, en la embajada japonesa en Berlín, septiembre de 1940.

El 27 de septiembre, al día siguiente de conocerse las represalias estadounidenses por la ocupación del norte de Indochina, se firmaba en Berlín el Pacto Tripartito de los dos países y la Italia fascista, según el cual cada una de las partes acudiría en ayuda de la que fuera atacada por un tercero, en clara referencia a Estados Unidos —ya que en aquel momento el otro posible agresor, la Unión Soviética, era un aliado de Alemania gracias al Pacto Germano-Soviético firmado a finales de agosto de 1939, pocos días antes de la invasión alemana de Polonia que dio comienzo a la Segunda Guerra Mundial—. El punto clave del Tratado decía textualmente: las partes contratantes se comprometen a «ayudarse una a otra con todos los medios políticos, económicos y militares cuando una de las tres Partes Contratantes sea atacada por una potencia que en el presente no esté involucrada en la guerra europea ni en el conflicto sino-japonés».
El 4 de octubre el primer ministro Konoe declaró a la prensa: «Creo que será mejor para Estados Unidos que trate de comprender las intenciones de Japón y participe activamente en la construcción del nuevo orden mundial. Si Estados Unidos malinterpreta deliberadamente la verdadera voluntad de Japón, Alemania e Italia… y continúa con sus provocaciones, no nos quedará más opción que ir a la guerra». Esta nueva etapa en las relaciones exteriores de Japón se reflejó inmediatamente en un aumento de la tensión con Estados Unidos —de hecho a principios del año siguiente las familias del personal diplomático estadounidense comenzaron a abandonar Japón—.
La idea de que el Pacto Tripartito sería un elemento disuasorio frente a Estados Unidos se mostró completamente equivocada, ya que el gobierno estadounidense lo entendió como la confirmación, junto con la ocupación del norte de Indochina, de que Japón representaba una amenaza para el Extremo Oriente, desde la misma forma que la Alemania nazi la representaba para Europa, y que debía ser detenido.

## Acontecimientos de 1941

### 12 de mayo: el embajador japonés entrega en Washington la respuesta a los «Cuatro Principios» del secretario Hull

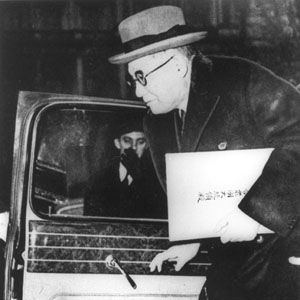
El nuevo embajador japonés Kichisaburo Nomura presenta sus credenciales al presidente Roosevelt (14 de febrero de 1941).

A pesar de haber firmado el Pacto Tripartito, el gobierno japonés no deseaba una guerra con Estados Unidos, debido a que estos contaban con unos recursos muy superiores a los de Japón y a la difícil situación económica por la que atravesaba el país como consecuencia del esfuerzo bélico provocado por el interminable «incidente de China», sin olvidar su dependencia comercial respecto de Estados Unidos, de los que provenía casi el 90 % del petróleo que consumía. Para intentar mejorar las relaciones con Washington, el primer ministro japonés Konoe nombró como nuevo embajador al veterano almirante Kichisaburo Nomura, que simpatizaba con las potencias occidentales, se oponía a la guerra y además era un viejo conocido del presidente Roosevelt.
En las conversaciones que mantuvo Nomura con el secretario de Estado estadounidense Cordell Hull, este le planteó que solo negociaría con Japón si aceptaba Cuatro Principios: el respeto a la integridad territorial y a la soberanía de los países; la no injerencia en sus asuntos internos; el apoyo al principio de igualdad de oportunidades, que incluía las relaciones comerciales; y el mantenimiento del statu quo en el Pacífico, que solo podría alterarse por medios pacíficos.

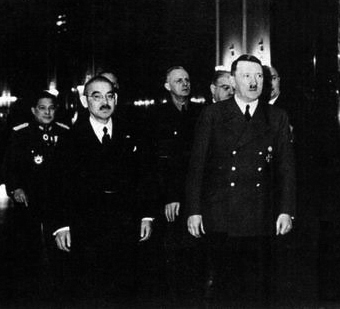
Matsuoka junto a Hitler durante la visita que hizo a Berlín en marzo de 1941.

Sin embargo, el ministro de Asuntos Exteriores Matsuoka no aceptó los Cuatro Principios y alegó el derecho de Japón al uso de la fuerza, yendo más allá incluso de lo que pensaban el Ejército y la Armada imperiales y el primer ministro Konoe —aunque este no se atrevió a destituirlo, pues hubiera desencadenado una crisis de su gobierno—. De hecho, en la conferencia de enlace del 3 de mayo, llegó a proponer, ante la estupefacción de los presentes, que Japón atacara la estratégica colonia británica de Singapur, tal como le habían pedido Hitler y Goering en la reciente visita que había realizado a Alemania. Según Matsuoka, la conquista de Singapur también beneficiaría a Japón, porque obligaría a Estados Unidos a replantearse la posibilidad de una guerra con él.

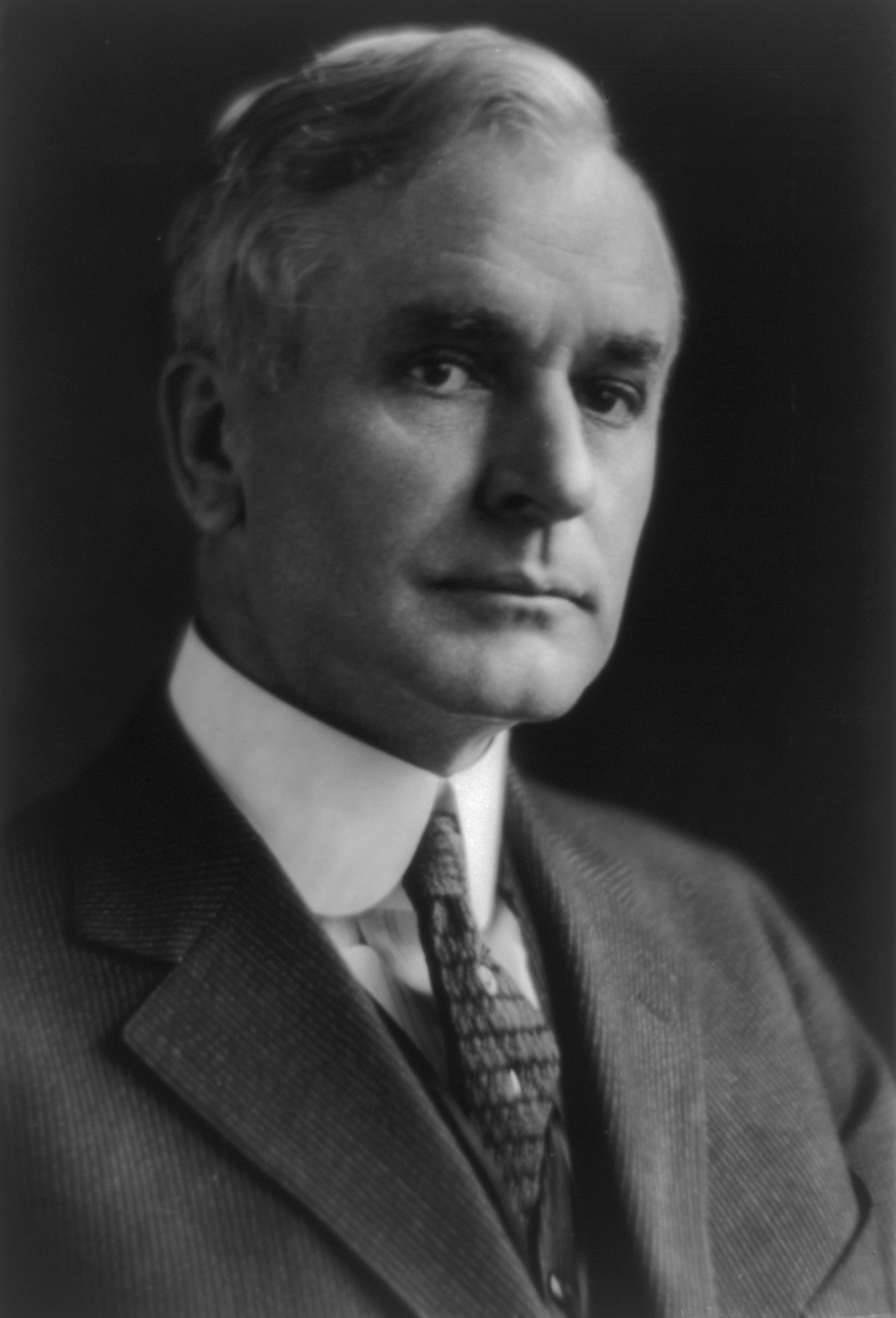
Cordell Hull, secretario de Estado de Estados Unidos.

En esa misma conferencia de enlace, el ministro de Asuntos Exteriores presentó la respuesta que debía darse a la posición estadounidense y que sería conocida como el «Plan Matsuoka», en el que se instaba a Estados Unidos a que, junto con Japón, se esforzara «por restablecer la paz en Europa» —lo que implicaba la negociación con la Alemania nazi, algo que Roosevelt no estaba en absoluto dispuesto a hacer— y a que retirara su apoyo al gobierno chino de Chiang Kai-shek. También se pedía que Filipinas, entonces una posesión estadounidense, mantuviera «un estatus de neutralidad permanente» y que «la inmigración japonesa en Estados Unidos recibiera una consideración amistosa, en términos de igualdad con otras nacionalidades y sin sufrir discriminación alguna». Por último, no consideraba necesario que en el acuerdo que se firmara con Estados Unidos se hiciera referencia a que «las actividades japonesas en el área del Pacífico sudoriental deberán llevarse a cabo por medios pacíficos, sin recurrir a las armas», como había aparecido en un borrador de acuerdo redactado por medios extraoficiales, con el argumento de que «la política pacífica del gobierno japonés ha quedado clara en numerosas ocasiones». Con esta postura tan desafiante, que sorprendió incluso a los militares, Matsuoka pretendía abordar las negociaciones con Estados Unidos desde una posición de fuerza pues, según él, este era el único lenguaje que entendían los estadounidenses —«si le das un puñetazo en la cara, entonces te verá como igual y empezará a respetarte», había escrito Matsuoka sobre ellos—.
La respuesta estadounidense al llamado «Plan Matsuoka», entregado el 12 de mayo por el embajador Nomura al secretario Hull, se produjo el 21 de junio, coincidiendo con el inicio de la invasión alemana de la Unión Soviética. En ella Estados Unidos manifestaba su compromiso con el mantenimiento de la paz en el Pacífico y negaba el derecho de Japón a usar la fuerza, reiterando así los Cuatro Principios, cuya aceptación era necesaria para iniciar la negociación. En la nota verbal que acompañaba la respuesta, el secretario Hull criticó sin nombrarlo al ministro Matsuoka, contraponiendo su actitud a los esfuerzos a favor del entendimiento que estaba haciendo el embajador Nomura. Hull se lamentaba de que «algunos líderes japoneses que ocupan cargos influyentes estén claramente empeñados en una política de apoyo a la Alemania nazi y a sus ambiciones de conquista» y que si Estados Unidos entraba en guerra en Europa defenderían que «Japón luchara al lado de Hitler». «Este gobierno habrá de esperar alguna indicación más clara que la que hemos recibido hasta ahora de que el gobierno japonés en su conjunto desea seguir las políticas de paz», decía también la nota, lo que constituía una petición nada velada de que Matsuoka fuera reemplazado.

### 2 de julio: la Conferencia Imperial sanciona la decisión de ocupar el sur de la Indochina francesa

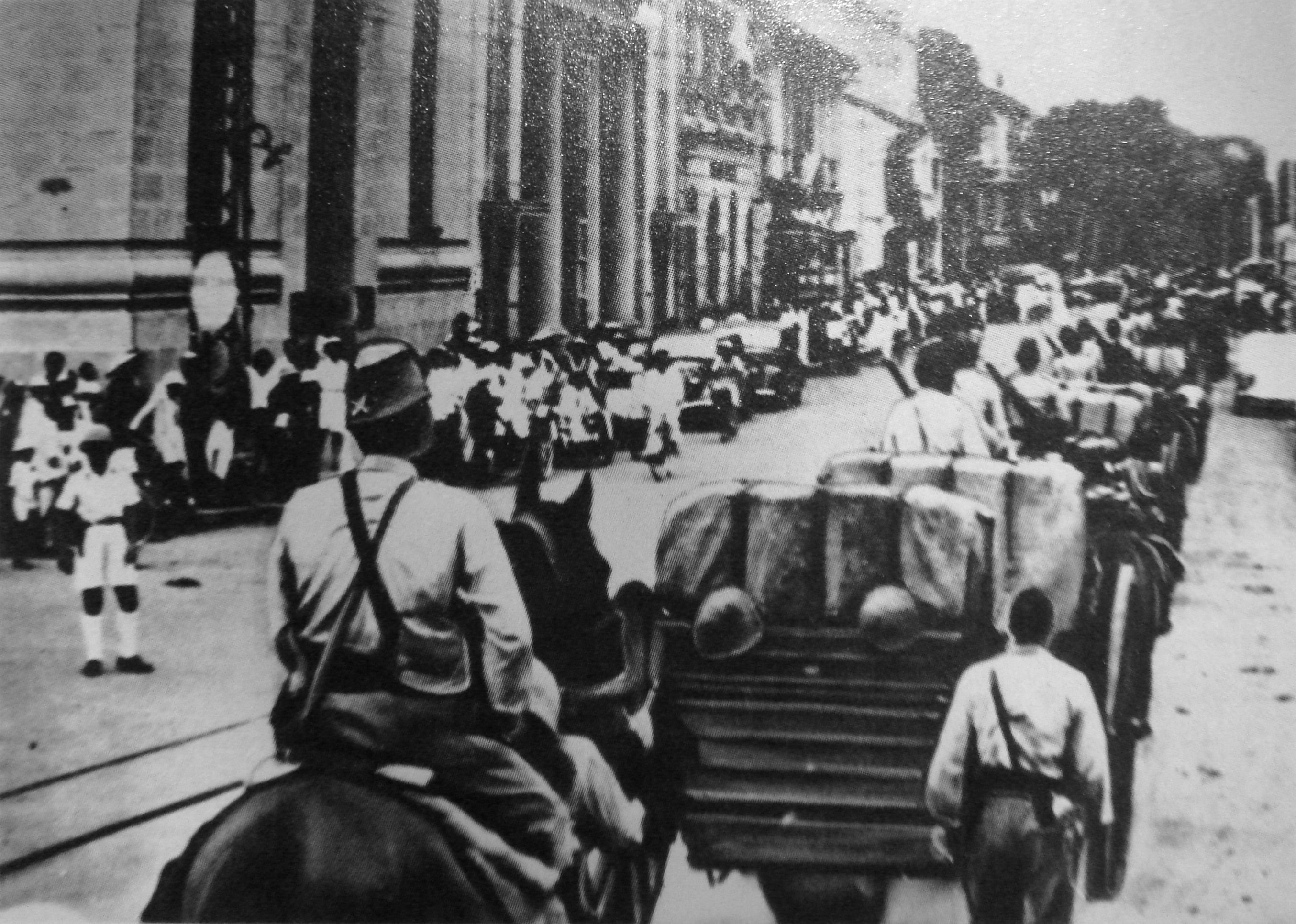
Tropas japonesas entrando en Saigón, capital de la Indochina francesa.

La invasión de la Unión Soviética por Alemania y sus aliados europeos abrió el debate en el seno de la cúpula dirigente japonesa sobre si Japón debería aprovechar la oportunidad para ganar territorios en Extremo Oriente y atacar también a la URSS, y además demostrar a los nazis su compromiso con el Pacto Tripartito, aunque este no obligaba a Japón a intervenir, pues Alemania no había sido agredida, sino que era ella la agresora. En las seis conferencias de enlace que se celebraron en la última semana de junio y el primer día de julio, el «ataque al norte» —como se denominó a la guerra con la URSS— fue defendido vehementemente por el ministro de Asuntos Exteriores Matsuoka, pero los Estados Mayores del Ejército y la Armada se opusieron —porque recordaban la derrota que les infligió el Ejército Rojo en agosto de 1939— y propugnaron que la opción estratégica debía ser ocupar el resto de la Indochina francesa, lo que le proporcionaría a Japón arroz, estaño y caucho, además de una base estratégica para un posible ataque sobre la Malasia británica y las Indias Orientales Neerlandesas —y también presionaría a estas últimas para que vendieran más petróleo a Japón—. Matsuoka replicó que la «opción sur» provocaría duras represalias de Gran Bretaña y de Estados Unidos —«pronostico que marchar al sur será un gran desastre», declaró—, pero al final acabó por aceptarla —el primer ministro Konoe no le apoyó—, aunque siguió defendiendo el «ataque al norte», pues pensaba que las dos acciones se podían llevar a cabo simultáneamente. En un último intento, Matsuoka solicitó que la «marcha al sur» se aplazara seis meses, pero tampoco fue aceptada la propuesta. El embajador japonés en Washington, Nomura, también advirtió de que la ocupación del sur de Indochina sería entendida por Estados Unidos como un paso para controlar el Sudeste de Asia, con la vista puesta en Singapur y en las Indias Orientales Neerlandesas, pero sus opiniones no fueron tenidas en cuenta.

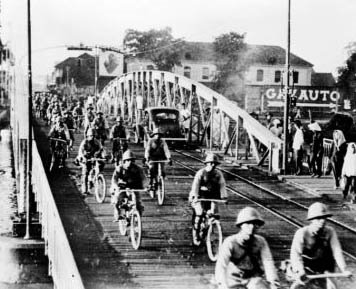
Tropas japonesas en bicicleta entran en Saigón.

Una vez alcanzado el consenso en la conferencia de enlace a favor de la «marcha al sur», se convocó la Conferencia Imperial para formalizar el acuerdo. En presencia del emperador Hirohito, el presidente del Consejo Privado Yoshimichi Hara pidió explicaciones sobre una frase inquietante del plan de ocupación de Indochina, que se había incluido para acallar a Matsuoka —«El Imperio no rehuirá la guerra con Gran Bretaña y con Estados Unidos»—. El jefe del Estado Mayor del Ejército, Hajime Sugiyama, expresando el sentir generalizado de los presentes, le contestó que no creía que «los estadounidenses vayan a declararnos la guerra por la Indochina francesa», asegurando a continuación que la ocupación se iba a realizar «de forma pacífica». Hara dijo que estaban «de acuerdo en lo básico», siempre que todos tuvieran claro que se debía evitar la guerra con Estados Unidos y con Gran Bretaña —el emperador Hirohito le había indicado unos días antes a Matsuoka, de quien desconfiaba: «Si nos atenemos a los principios del derecho internacional, la resolución me hace dudar»—. Cuando el ministro de Marina y el jefe del Estado Mayor de la Armada Imperial informaron al resto de los altos mandos navales, estos se quedaron atónitos al enterarse de que el acuerdo incluía que Japón «no rehuiría» la guerra. El almirante Isoroku Yamamoto preguntó, aunque él conocía la respuesta mejor que nadie, pues estaba al mando de la Flota Combinada que incluía a los portaaviones: «¿Estamos preparados para una guerra aérea?».

### 25 de julio: Estados Unidos impone duras sanciones económicas a Japón

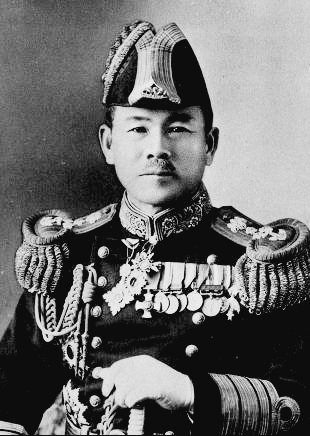
El almirante Teijiro Toyoda, nuevo ministro de Asuntos Exteriores en sustitución de Matsuoka.

Estados Unidos tuvo un conocimiento casi inmediato de lo acordado en la Conferencia Imperial gracias a que había descifrado el mensaje enviado por el gobierno de Tokio a su embajador en Washington dándole cuenta del plan de ocupación de Indochina. La destitución el 18 de julio del ministro de Asuntos Exteriores Matsuoka y su sustitución por el almirante Teijiro Toyoda, hasta entonces ministro de Comercio e Industria, no cambió los planes japoneses. Así, nada más asumir el cargo, Toyoda presionó al gobierno de Vichy para que aceptara la ocupación de toda la Indochina francesa, amenazando con el uso de la fuerza si se negaba. Para el desarrollo de la estrategia de «golpear en el sur» el control de toda Indochina era clave, pues constituía la base perfecta para apoderarse de los codiciados yacimientos de petróleo de las Indias Orientales Neerlandesas.

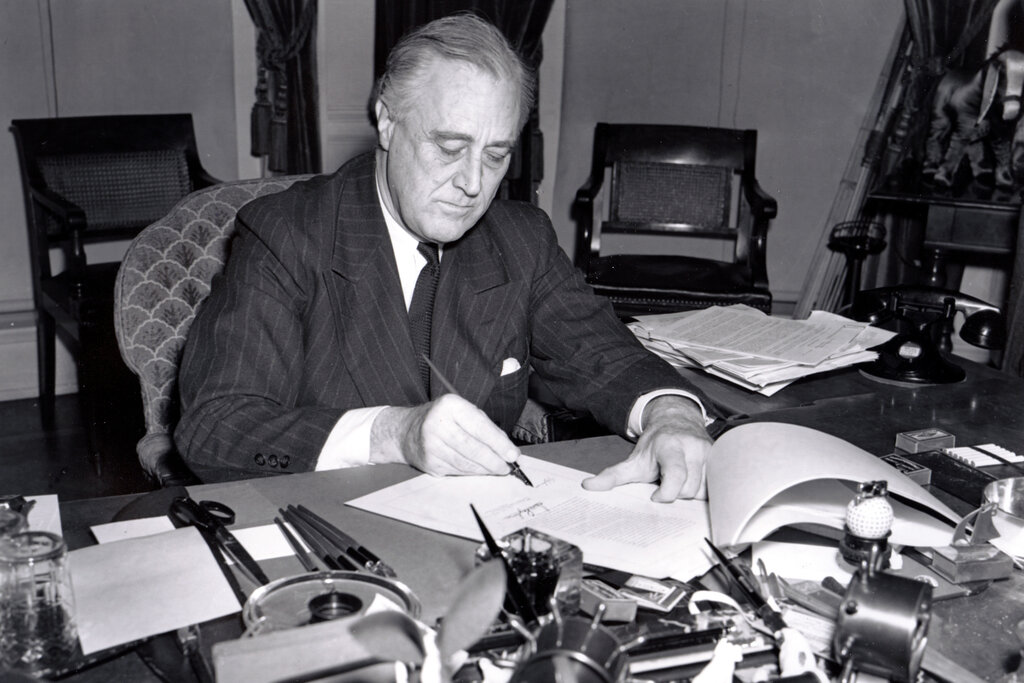
Roosevelt en 1941.

El 22 de julio los franceses accedieron finalmente a la ocupación «pacífica» de su colonia, lo que provocó la reacción inmediata de Estados Unidos. El 23 de julio el secretario de estado Cordell Hull comunicó al embajador japonés Kichisaburō Nomura que las negociaciones que mantenían los dos países quedaban rotas y dos días después el presidente Franklin D. Roosevelt ordenaba la congelación de todos los activos japoneses en Estados Unidos, decisión que fue secundada por Gran Bretaña —cuyo embajador en Tokio le comunicó indignado a Toyoda: «Si llevan a cabo la ocupación, tendremos que ver de qué otras formas tratamos con ustedes»— y las Indias Orientales Neerlandesas. También se comenzó a discutir la imposición del embargo de petróleo.
La reacción del gobierno y de los altos mandos militares japoneses fue de sorpresa y de cierta incredulidad. «Estamos convencidos de que no habrá embargo [de petróleo] mientras no vayamos más allá de la ocupación militar de la Indochina francesa», se afirmó en la conferencia de enlace celebrada nada más conocerse las sanciones estadounidenses. Un alto cargo del Ministerio de Marina reconoció después de la guerra que haber actuado de la forma que se hizo «fue inexcusable».
Por su parte, el embajador Nomura, que había advertido a su gobierno de cómo reaccionaría Estados Unidos a la ocupación de Indochina, consiguió entrevistarse con el presidente Roosevelt el mismo día 24 de julio por la tarde en el Despacho Oval. En el curso de la conversación, el presidente le hizo una propuesta conciliadora —y audaz— para que la transmitiera a su gobierno: si Japón renunciaba a ocupar Indochina, Estados Unidos la consideraría «un país neutral de la misma forma en que hasta ahora se ha considerado a Suiza un país neutral». Sin embargo, el gobierno de Konoe no se mostró tan entusiasta con la propuesta como lo había sido el embajador Nomura y ni siquiera la llevó a la conferencia de enlace para su discusión —el embajador estadounidense Joseph Grew, se entrevistó con el ministro Toyoda el 27 de julio, pero no consiguió que modificara su posición—. A raíz de la decisión estadounidense, secundada por Gran Bretaña y las Indias Orientales Neerlandesas, la prensa japonesa empezó a hablar en tono alarmista del «cerco ABCD» al que los cuatro países a los que se refería cada letra —Estados Unidos, Gran Bretaña, China y Países Bajos— estaban sometiendo a Japón.

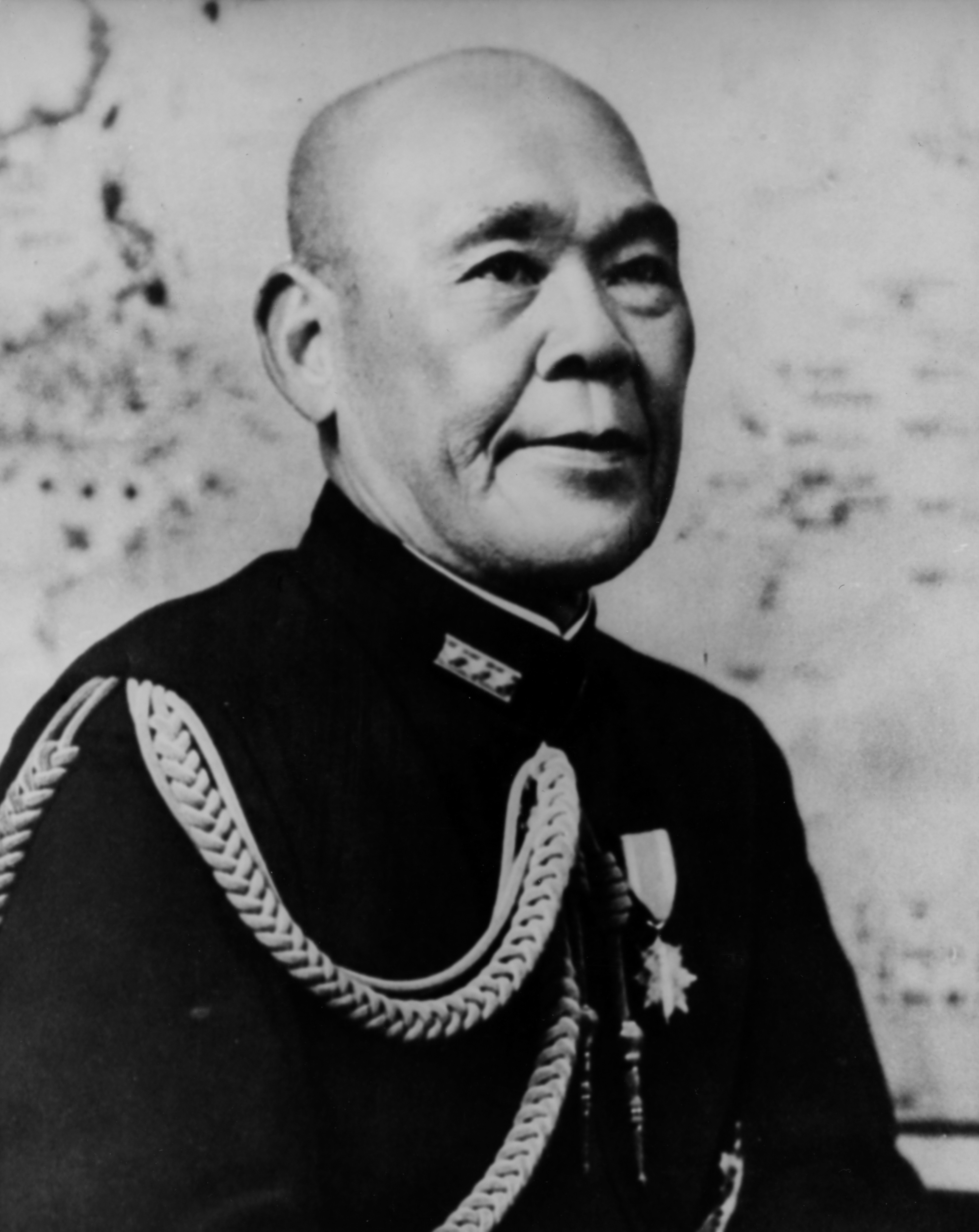
El almirante Osami Nagano, jefe del Estado Mayor de la Armada Imperial Japonesa.

El 28 de julio comenzó la ocupación japonesa de Indochina. Tres días después, el jefe del Estado Mayor de la Marina, Osami Nagano, se entrevistó con el emperador Hirohito, a quien le advirtió: «si nuestros suministros de petróleo se interrumpieran, agotaríamos nuestras reservas en dos años. Si estallara una guerra, tendríamos para dieciocho meses», por lo que no quedaría «más opción que atacar». Hirohito le preguntó que en ese caso «¿podemos esperar una gran victoria como la que obtuvimos en el mar de Japón?», a lo que Nagano contestó: «No estoy seguro de ninguna victoria, y mucho menos de una victoria extraordinaria como la del mar de Japón». «¡Pues qué guerra más imprudente sería esa!», exclamó el emperador. Al día siguiente, Estados Unidos comenzó a aplicar el embargo de petróleo al no haber obtenido ninguna respuesta del gobierno japonés.
El embargo comercial, decretado por Estados Unidos y secundado por Gran Bretaña y las Indias Orientales Neerlandesas, supuso un bloqueo económico total para Japón, pues dos tercios de sus importaciones provenían de esos países o de los territorios controlados por ellos. Especialmente acuciante era el problema del abastecimiento de petróleo, ya que alrededor del 85 % del que consumía Japón procedía de Estados Unidos. Precisamente la perspectiva de agotar sus reservas de petróleo, con lo que Japón sería como «un pez en un estanque al que le extraen el agua poco a poco», hizo que la Armada defendiera la ocupación de los campos petrolíferos de las Indias Orientales Neerlandesas, aunque eso supusiera la guerra con Estados Unidos y con Gran Bretaña, a lo que hasta entonces se había opuesto.

### 6 de septiembre: la Conferencia Imperial fija «principios de octubre» como fecha límite para las conversaciones con Estados Unidos

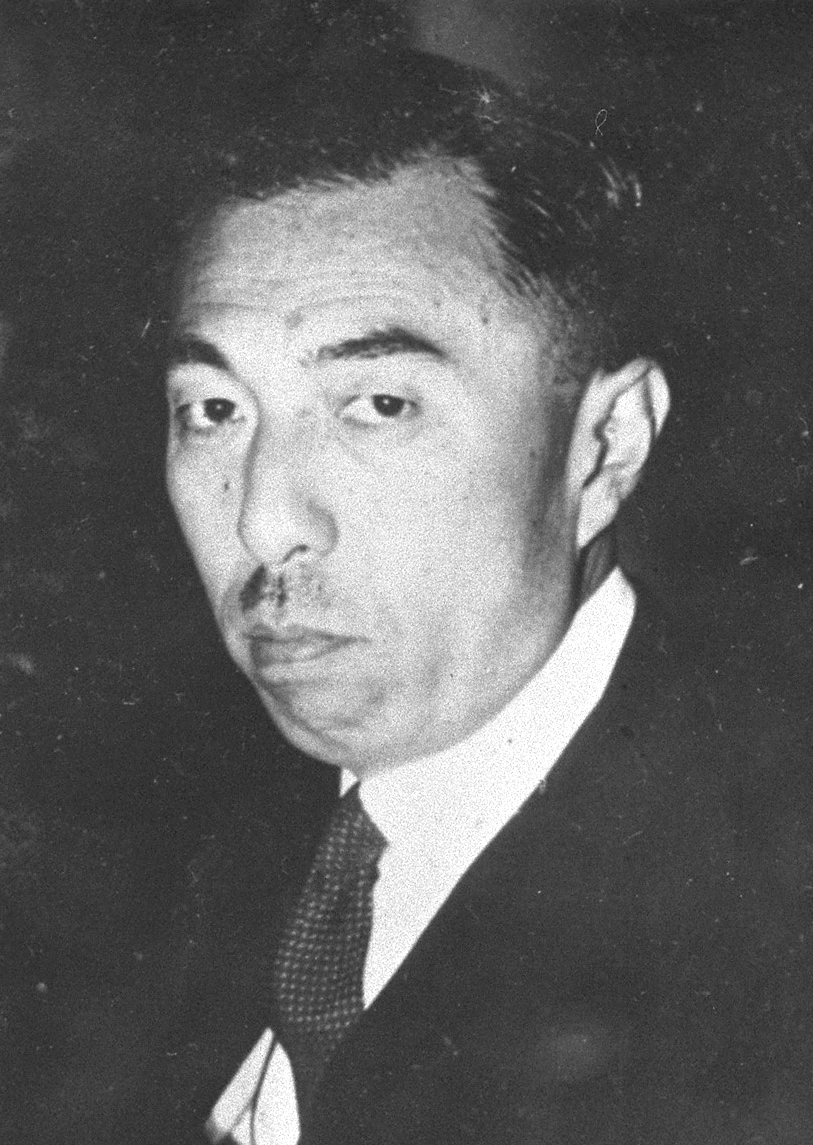
El primer ministro de Japón Fumimaro Konoe, en 1939.

Cuando supo que Estados Unidos había decretado el embargo de petróleo a Japón, el primer ministro Konoe reconoció en privado que «fue un error pensar que [la ocupación de] la Indochina francesa no causaría un perjuicio grave», pero no hizo nada por organizar la retirada. Los mandos militares ni siquiera se plantearon esa alternativa, más bien al contrario, pensaron que, ante un castigo que consideraban desproporcionado por la ocupación «pacífica» de Indochina, no había más opción que la guerra. La prensa japonesa, por su parte, reanudó la campaña sensacionalista sobre el «cerco ABCD», presentando así a Estados Unidos y a sus aliados como los agresores que amenazaban «la paz del Pacífico» y la Esfera de Coprosperidad de la Gran Asia Oriental.
El 6 de agosto el gobierno de Japón rechazó la propuesta de Roosevelt de declarar Indochina neutral y anunció que no se retiraría de Indochina hasta que no hubiera concluido la guerra con China y quedara garantizada la «posición regional especial» de Japón en Asia oriental. Sin embargo, dos días después, el primer ministro Konoe, en un intento desesperado de «evitar la guerra con Estados Unidos a toda costa» —como le confesó a Kinkazu Saionji, uno de sus consejeros—, propuso celebrar una entrevista personal con el presidente Roosevelt en Honolulu o en algún otro lugar en medio del Pacífico, lo que no tenía precedentes en la historia de Japón, aunque contaba con la completa aprobación del emperador. El gobierno estadounidense respondió que antes de celebrarse la reunión —cuya sede sugirió que fuera Juneau, la capital de Alaska— «debería haber un principio de acuerdo sobre los asuntos más importantes», en referencia a los Cuatro Principios del secretario Hull y a la retirada japonesa de Indochina, por lo que «la reunión debería tener por objeto ratificar el principio de acuerdo alcanzado». Inmediatamente Konoe y sus consejeros redactaron una propuesta de «principio de acuerdo» tal como habían solicitado los estadounidenses, y que incluía ciertas concesiones. Esta debía discutirse en la próxima conferencia de enlace que iba a celebrarse el 3 de septiembre.

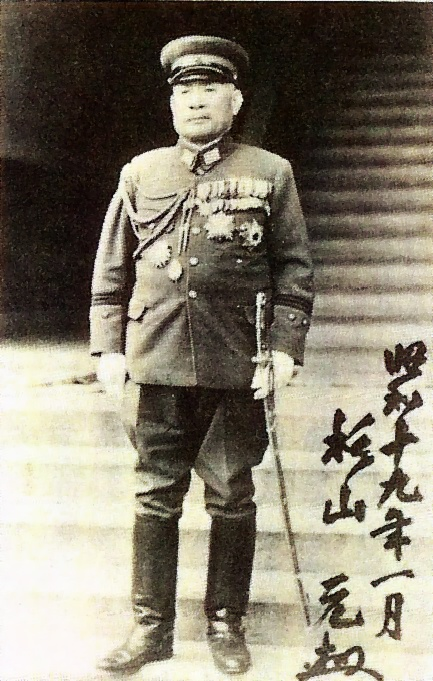
El general Hajime Sugiyama, jefe del Estado Mayor del Ejército Imperial Japonés.

Un día antes de celebrarse la conferencia, el general Sugiyama, jefe del Estado Mayor del Ejército, le comunicó a Konoe los tres principios que el Ejército y la Armada consideraban innegociables: la alianza de Japón con el Eje, la Esfera de Coprosperidad de la Gran Asia Oriental y la presencia de las tropas japonesas en China. La posición tan firme de los militares es lo que probablemente explica que Konoe no llegara a exponer su propuesta de «principio de acuerdo» en la conferencia de enlace y prefiriera sumarse a la que presentó el ministro de Asuntos Exteriores, que ofrecía menos concesiones, ya que solo proponía la retirada japonesa de China en cuanto se hubieran alcanzado los acuerdos necesarios con ese país, además de promesas vagas en el resto de los asuntos en litigio, lo que implicaba que Japón ni se comprometía a abandonar Indochina ni a romper el Pacto Tripartito.
Sin embargo, el tema principal que se trató en la conferencia de enlace no fue ese, sino el plan militar «Elementos Esenciales para Ejecutar las Políticas del Imperio», que habían elaborado los Estados Mayores del Ejército y de la Armada en previsión de una guerra con las potencias occidentales y en el que se proponía «principios de octubre» como fecha límite para las negociaciones con Estados Unidos, ya que, en el caso de que estas fracasaran, las hostilidades debían iniciarse como muy tarde el 31 de octubre, antes de que el enemigo pudiera reforzarse y antes de que comenzara la estación de los monzones del sur —y mientras el crudo invierno protegía al país de un posible ataque soviético por el norte—, además de que, como indicó el almirante Nagano, jefe del Estado Mayor de la Armada Imperial, «el imperio cada vez está más escaso de toda clase de recursos materiales». Y si no los conseguimos, añadió Nagano, «no será posible mantener una guerra larga». «Aunque confío que en el momento presente tenemos una oportunidad para ganar la guerra, me temo que esa oportunidad desaparecerá con el paso del tiempo», concluyó.
El 5 de septiembre por la tarde, Konoe informó del plan «Elementos esenciales…» al emperador Hirohito, quien se alarmó porque daba prioridad a la guerra frente a la diplomacia y además se mostró sorprendido porque nadie le había informado de que los preparativos para la guerra estuvieran tan avanzados. Entonces Konoe sugirió al emperador que convocara a los jefes del Alto Estado Mayor del Ejército y de la Armada para que se lo explicaran. Inmediatamente acudieron al palacio imperial el almirante Nagano y el general Sugiyama y, a petición del emperador, se comprometieron a que iban «a hacer más hincapié en la diplomacia», pero advirtiendo que, si esta fracasaba, habría que ir a la guerra, «aunque solo haya una remota posibilidad de que sea un éxito», afirmó Nagano. Finalmente Hirohito dio su aprobación al plan.
Al día siguiente, 6 de septiembre, se reunió la Conferencia Imperial en la que, como estipulaba el rígido protocolo imperial, el presidente del Consejo Privado Yoshimichi Hara hizo una serie de preguntas sobre el plan en nombre del emperador. Pero cuando quiso saber si se daba prioridad a la estrategia o a la diplomacia —o cuando, según la versión de Ian Kershaw, pidió el apoyo a la iniciativa de Konoe de entrevistarse con Roosevelt y a evitar «la peor situación posible entre Japón y Estados Unidos»— y no obtuvo respuesta, el emperador habló por primera vez en la historia de las conferencias imperiales: «La pregunta que el presidente Hara acaba de hacer no puede ser más pertinente. Es lamentable que los dos jefes de estados mayores no sean capaces de responderla». Y a continuación leyó un poema pacifista de su abuelo, el gran emperador Meiji, escrito en 1904, al principio de la guerra ruso-japonesa:

En los cuatro mares
todos son hermanos.
En ese mundo,
¿por qué las olas embravecen,
los vientos rugen?

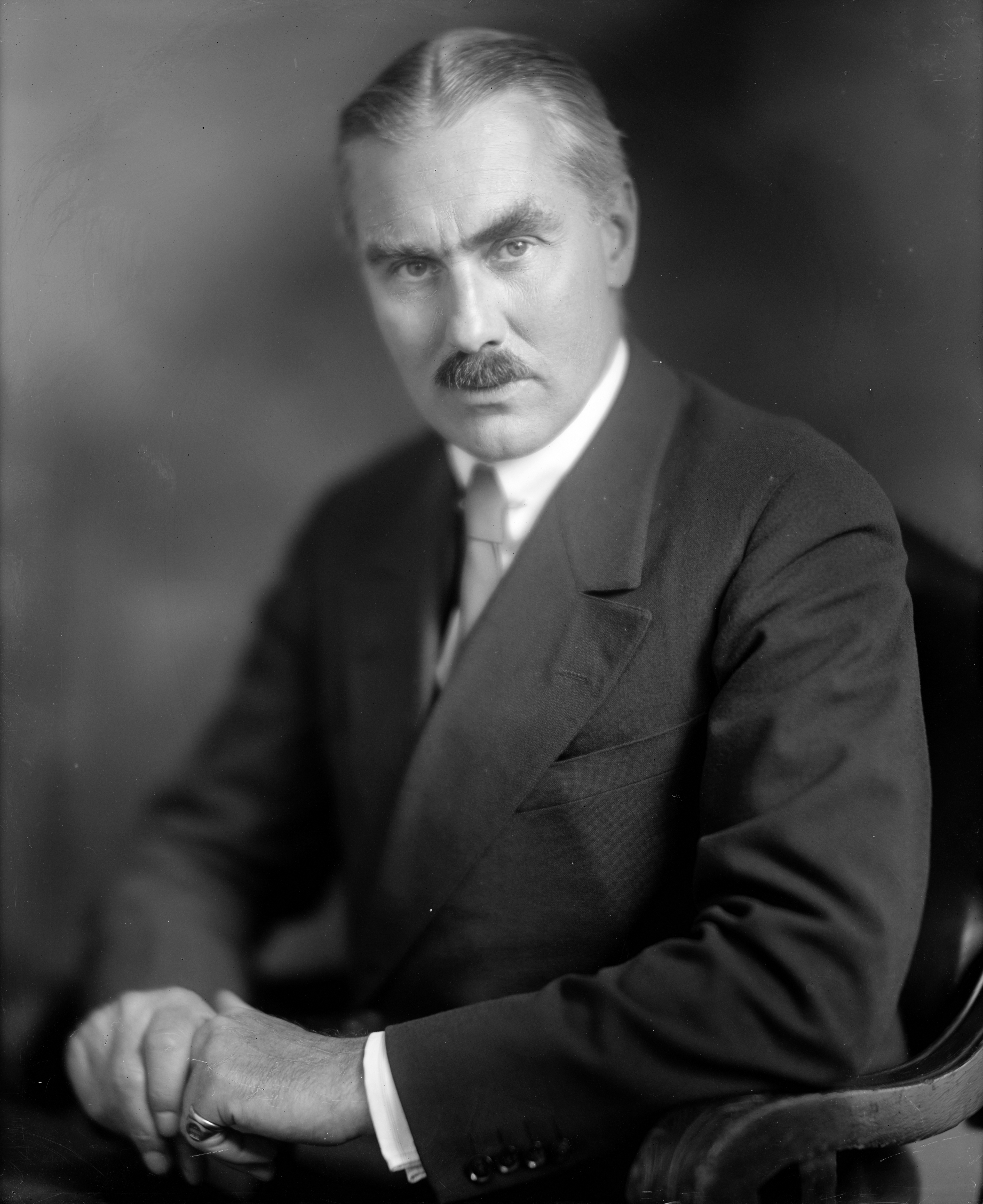
Joseph Grew, embajador de Estados Unidos en Japón.

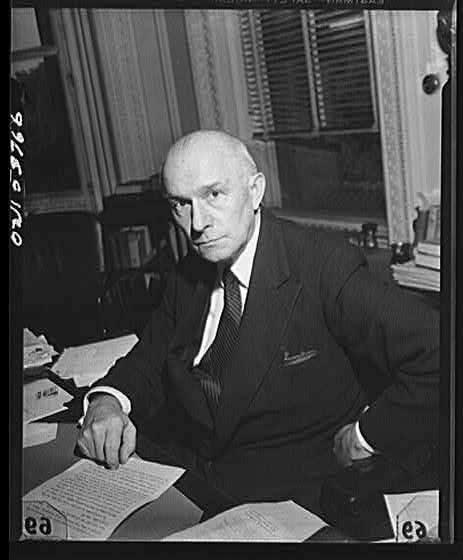
Stanley Hornbeck, asesor para Extremo Oriente, del secretario de Estado Cordell Hull.

Pero finalmente el emperador no se opuso a la decisión de comprometer a Japón a ir a la guerra —considerada por muchos líderes militares como inevitable— si las negociaciones con Estados Unidos fracasaban, lo que era bastante probable, porque, según la historiadora Eri Hotta, «no había un precedente de veto imperial». «Moviéndose cautelosamente entre sus roles divino y terrestre, el emperador escogió limitarse a recitar un poema», concluye. El historiador Ian Kershaw recuerda que «el poder del Emperador era más limitado en la práctica que en la teoría» por lo que era «impensable» que se negara a sancionar la decisión acordada por la conferencia de enlace, y que de haberlo hecho habría puesto en peligro a la propia monarquía. Además, el emperador «no podía ordenar a unos militares poco dispuestos a dar marcha atrás en una postura que había sido asociada por el público en general, así como por la mayor parte de las élites, con el honor nacional de Japón». Por otro lado, el también historiador Antony Beevor cree que la oposición del emperador a la guerra «no se basaba en razones morales, sino simplemente en el temor a salir derrotado».
Por su parte, el primer ministro Konoe se reunió en secreto con el embajador estadounidense Joseph Grew para que consiguiera la tan ansiada entrevista personal con Roosevelt cuando acabó la conferencia. Durante el encuentro, Konoe sugirió que podría estar dispuesto a aceptar inicialmente los Cuatro Principios propuestos por el secretario Cordell Hull. Grew inmediatamente comunicó a su gobierno el contenido de la entrevista y le exhortó a que aceptara el encuentro entre Konoe y Roosevelt. Sin embargo, Hull y su principal asesor en los asuntos de Extremo Oriente, Stanley Hornbeck, seguían siendo muy escépticos sobre las intenciones pacíficas de Japón, una posición que también mantenía el presidente Roosevelt, como se lo hizo saber al embajador Nomura en la entrevista que mantuvo con él el 3 de septiembre, el mismo día en que en Tokio se celebraba la Conferencia Imperial.

### 18 de octubre: el general Tojo es nombrado nuevo primer ministro de Japón

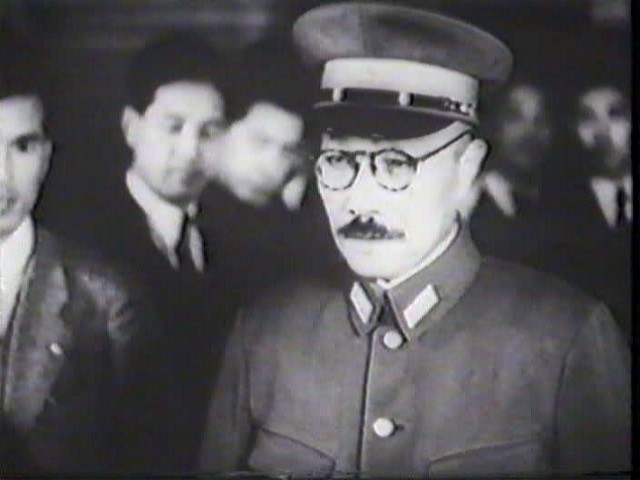
El general Hideki Tojo, ministro de la Guerra en el gabinete de Fumimaro Konoe, y primer ministro a partir del 18 de octubre de 1941.

Una vez obtenida la sanción imperial, el Ejército y la Armada intensificaron los preparativos bélicos, llevando a cabo ejercicios de simulación de las operaciones que estaban previstas. Paralelamente el embajador Nomura intentaba conseguir que se realizara el encuentro entre Konoe y Roosevelt —alegando que si la entrevista no se realizaba caería el gobierno Konoe y se instauraría una dictadura militar—, pero el secretario Hull consideró un paso atrás el principio de acuerdo elaborado por el Ministerio de Asuntos Exteriores japonés, por lo que Nomura tuvo que comunicar a su gobierno que solo con una concesión importante, como acceder en principio a retirar las tropas de China, se crearían las condiciones para que la cumbre Konoe-Roosevelt se celebrara. Sin embargo, la conferencia de enlace celebrada el 20 de septiembre descartó hacer concesiones y se limitó a reiterar la propuesta inicial, incluso en un tono más firme, para desesperación de Nomura, así que el embargo de petróleo y el resto de las sanciones económicas continuaron.

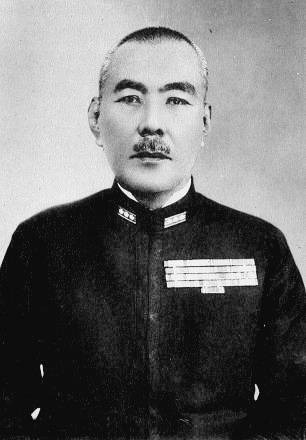
El almirante Koshiro Oikawa, ministro de Marina en el gabinete de Konoe.

Por su parte los jefes del Estado Mayor, apoyados por el ministro del Ejército Tojo, presionaban para que se concretara la fecha límite para las negociaciones con Estados Unidos y en la conferencia de enlace del 25 de septiembre indicaron que «el 15 de octubre a más tardar tenemos que haber elegido entre diplomacia y guerra» —el único que se opuso abiertamente fue el ministro de Marina Koshiro Oikawa, pues los altos mandos de la Armada pensaban que «era una locura comenzar una guerra con Estados Unidos»—. La presión hizo que Konoe se planteara dimitir, pero fue disuadido por el consejero del emperador Koichi Kido, quien le sugirió que planteara la reconsideración de la resolución adoptada por la Conferencia Imperial del 6 de septiembre.
Cuatro días después, el 29 de septiembre, el almirante Isoroku Yamamoto, jefe de la Flota Combinada y que ya tenía listo su plan de ataque a Pearl Harbor, envió un informe al jefe del Estado Mayor de la Armada, Nagano, en el que, tras afirmar que la única posibilidad de victoria sería «conseguir éxitos importantes en las primeras batallas», dudaba de que aun así se pudiera alcanzar la victoria en una guerra con Estados Unidos. El informa concluía: «No se debe librar una guerra con unas probabilidades tan pequeñas de victoria».

Es evidente que una guerra entre Estados Unidos y Japón sería necesariamente larga. Estados Unidos no cejará mientras Japón esté ganando. La guerra durará varios años. Entretanto, los recursos de Japón se agotarán, los barcos de guerra y el armamento quedarán dañados, será imposible reponer el material… Japón se empobrecerá.

Mientras tanto las posibilidades de que la entrevista de Konoe con Roosevelt tuviera lugar parecían cada vez más lejanas, sobre todo después de que el 2 de octubre el secretario de Estado Hull reiterara al embajador Nomura que la cumbre no se celebraría mientras no se hubiera alcanzado «una coincidencia de ideas sobre los puntos esenciales» —en referencia a los Cuatro Principios planteados en mayo—, y que incluían «una manifestación precisa» de las intenciones de Japón «respecto a la retirada de China y de la Indochina francesa» y una «clarificación» de su posición en el seno del Pacto Tripartito.
Konoe se reunió el 5 de octubre con el ministro de la Guerra Tojo para intentar convencerle de la necesidad de hacer alguna concesión a Estados Unidos, pero este se mostró inflexible: «Estados Unidos nos exige que abandonemos el Pacto Tripartito, aceptemos incondicionalmente los Cuatro Principios y detengamos la ocupación militar. Japón no puede tolerar todo esto». Cuando, en otra entrevista celebrada al día siguiente, Konoe le recriminó que los militares se tomaban «las guerras demasiado a la ligera», Tojo le respondió: «En ocasiones uno debe reunir el valor necesario, cerrar los ojos y saltar [al abismo] desde la plataforma del Kiyomizu». Algunos historiadores afirman que Tojo dijo esta frase el 14 de octubre, en el encuentro que mantuvo con Konoe poco antes de reunirse el gobierno.

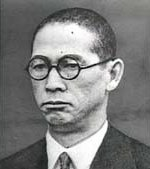
El general retirado Teiichi Suzuki, director del Consejo de Planificación del Gobierno.

En un último intento para ganar tiempo, Konoe convocó el 12 de octubre a los ministros de Asuntos Exteriores, de Guerra, de Marina y al director del Consejo de Planificación del Gobierno, el teniente general retirado Teiichi Suzuki. Nada más comenzar la reunión, les dijo: «Debemos seguir buscando un arreglo diplomático. No tengo confianza en una guerra como esta. Si empezáramos una guerra, tendría que hacerlo alguien que creyera en ella». Tojo le replicó que el gobierno debía mantenerse fiel a la resolución «sancionada por el emperador» en la Conferencia Imperial del 6 de septiembre. «¡Esto es increíble!», exclamó. El resto de los asistentes no le replicaron. Dos días después —el 14 de octubre, solo un día antes de que expirara el plazo para poner fin a la vía diplomática—, momentos antes de que se reuniera el gobierno, Konoe intentó por última vez que Tojo aceptara la retirada de las tropas. Le dijo lo siguiente:

Soy responsable en gran medida del Incidente de China. Después de cuatro años, no ha terminado. Simplemente no puedo estar de acuerdo con empezar otra gran guerra cuya perspectiva es muy incierta. Sugiero que ahora cedamos a la fórmula estadounidense de la retirada y evitemos abrir el fuego entre Japón y Estados Unidos.

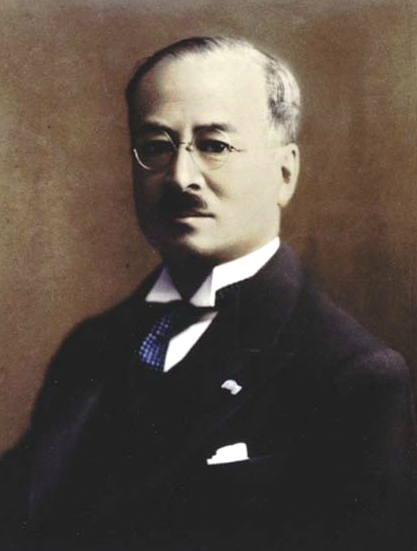
Koichi Kido, guardián del sello privado.

En la reunión del gobierno que se celebró a continuación, Tojo mantuvo su posición. «Someterse a las pretensiones de Estados Unidos en su integridad aniquilaría los beneficios obtenidos del Incidente de China y por extensión amenazaría la existencia de Manchukuo e incluso afectaría al dominio japonés sobre Corea y sobre Taiwán», dijo, preguntándose retóricamente a continuación: «Naturalmente, si queremos volver al pequeño Japón de los días anteriores al Incidente de Manchuria, ¿no queda nada más que decir, no?». Ningún miembro del gabinete respondió.
Con su intervención Tojo puso el liderazgo de Konoe en cuestión, por lo que, cuando terminó la reunión del gabinete, se marchó al palacio imperial para pedir el cambio del primer ministro. Se entrevistó con el guardián del sello privado Koichi Kido, a quien le dijo que solo bajo un nuevo gobierno se podría reconsiderar la decisión adoptada en la conferencia imperial del 6 de septiembre y le propuso que se nombrara al príncipe Naruhiko Higashikuni, que era contrario a la guerra, como nuevo primer ministro. Esta propuesta indicaba que Tojo había comenzado a dudar de la opción bélica, probablemente debido a la conversación que había mantenido unos días antes con el ministro de Marina Oikawa. Tojo le preguntó si tenía confianza en la victoria, a lo que Oikawa contestó: «Me temo que no… Si la guerra se prolonga durante unos años, no sabemos cuál será el resultado… Lo que he dicho no debe salir de esta habitación». Entonces Tojo afirmó: «Si la Armada no tiene confianza debemos reconsiderarlo. Habrá que dar marcha atrás a lo que haga falta, aunque, por supuesto, haya que hacerlo con la humilde admisión de nuestra gran responsabilidad». Lo que significaba que el gobierno debía dimitir.

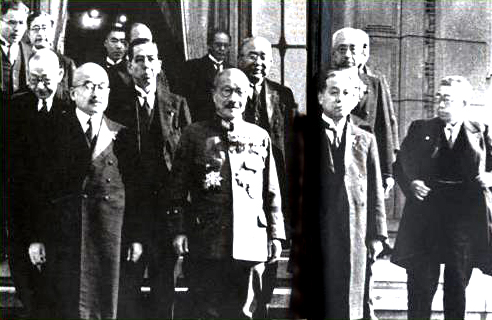
El gabinete Tōjō tras su formación (1941).

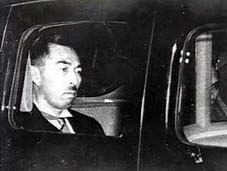
Fumimaro Konoe en 1941, visiblemente decaído, poco después de dejar el gobierno.

Kido no creía conveniente que un miembro de la familia imperial estuviera al frente del gobierno en un momento tan delicado, por lo que propuso al emperador que nombrara como nuevo primer ministro a quien había desencadenado la crisis, el general Tojo —«Sin dolor no hay recompensa, ¿no le parece?» le dijo al emperador, en alusión al proverbio chino: «Hay que entrar en la guarida del tigre para atrapar a sus cachorros»—. Así que el 17 de octubre, un día después de que Konoe presentara la dimisión, Tojo fue llamado a palacio y el emperador le ofreció el puesto de primer ministro. Tojo, que más bien esperaba la censura del emperador, se quedó muy sorprendido, pero finalmente aceptó. La misión que se le encomendó fue «unificar la política del Ejército y la de la Armada y, más aún, volver a examinar la decisión de la conferencia imperial del 6 de septiembre», según había explicado Kido en la reunión previa que mantuvo el órgano asesor del emperador, formado por los antiguos primeros ministros, y en la que nadie se opuso a la candidatura de Tojo. Cuando Kido se reunió con Tojo tras haber aceptado el puesto, le dijo: «Debo resaltar que es deseo del emperador que, al formular la política nacional, usted no se encuentre prisionero de la resolución imperial del 6 de septiembre. Debe considerar la situación interna y externa, profunda y ampliamente. El emperador desea que se obre con cautela». Pero lo cierto era que «el principal oponente a la retirada de tropas de China, el hombre que había adoptado la línea más dura en las negociaciones y, por encima de todo, el que había conformado la presente crisis sobre la decisión de la guerra o la paz, el general Hideki Tojo, estaba ahora presidiendo el gobierno japonés». De hecho, su nombramiento alarmó a los gobiernos de Gran Bretaña y de China, y también en el de Estados Unidos, que vio la guerra mucho más cercana.

### 20 de octubre: el Estado Mayor de la Armada aprueba el plan de ataque a Pearl Harbor
El almirante Isoroku Yamamoto, jefe de la Flota Combinada, no creía que Japón pudiera ganar una guerra con Estados Unidos, pero si existía una mínima posibilidad su obligación era aprovecharla. En octubre de 1940, al mes siguiente de la firma del Pacto Tripartito al que se había opuesto porque estaba convencido de que conduciría a la guerra con las potencias occidentales, había dicho: «¡No cabe la menor duda! Luchar contra Estados Unidos es como luchar contra el mundo entero. Pero ha sido decidido. Por lo tanto lucharé lo mejor que sepa. Seguramente moriré a bordo del Nagato [su buque insignia]». En una carta privada escribió que una vez hubieran comenzado las hostilidades entre Estados Unidos y Japón, «no será suficiente que tomemos Guam y las Filipinas, ni siquiera Hawái y San Francisco. Tendremos que avanzar hasta Washington y firmar el tratado (es decir, dictar los términos de la paz) en la Casa Blanca».
Nada más firmarse el Pacto Tripartito Yamamoto había comenzado a diseñar la estrategia de la guerra en el Pacífico. Pronto llegó a la conclusión de que la única opción de victoria para Japón era asestar un golpe decisivo al inicio de la guerra que quizá obligara a Estados Unidos a negociar, y que ese golpe podría ser el ataque a la flota estadounidense del Pacífico en su propia base de Pearl Harbor, en las islas Hawái. Una idea descabellada, y así se lo pareció al embajador estadounidense en Tokio Joseph Grew, cuando a finales de enero de 1941 le llegaron «rumores de guerra» de que «las fuerzas militares japonesas estaban planeando un ataque sorpresa masivo en Pearl Harbor».
| Carta del almirante Yamamoto al capitán Genda pidiéndole que estudie la viabilidad de un ataque aéreo a Pearl Harbor. Febrero de 1941 Dependiendo de los cambios que se produzcan en la situación internacional, podríamos vernos arrastrados a luchar con Estados Unidos. Si Japón y Estados Unidos fueran a la guerra, tendríamos que recurrir a una táctica radical… Deberíamos intentar, con toda la fuerza de nuestras Primera y Segunda Divisiones Aéreas, asestar un golpe a la flota estadounidense en Hawái, de forma, que durante un tiempo, Estados Unidos no pudiera avanzar hacia el Pacífico occidental. Nuestro objetivo sería un grupo de acorazados estadounidenses… No sería fácil llevar a cabo algo así. Pero estoy decidido a darlo todo para realizar este plan, supervisando yo mismo las divisiones aéreas. Me gustaría que investigara pormenorizadamente la viabilidad de un plan de estas características. |

En febrero de 1941 Yamamoto le envió una carta, por medio del contraalmirante jefe de la Undécima División Aérea Takijiro Onishi, al capitán Minoru Genda, miembro de la plana mayor de la Primera División Aérea y el mejor piloto de la Armada Imperial, en la que le pedía que «investigara pormenorizadamente la viabilidad de un plan de ataque» con aviones a Pearl Harbor, reconociéndole que «no sería fácil llevar a cabo algo así». En la carta le decía que se trataba de «asestar un golpe a la flota estadounidense en Hawái, de forma que, durante un tiempo, Estados Unidos no pudiera avanzar hacia el Pacífico occidental». Para elaborar su plan Yamamoto había contado con las informaciones que le había proporcionado el cónsul japonés en Honolulu, que había estado observando los movimientos de la flota estadounidense. De ellas le había interesado especialmente una: que los barcos permanecían anclados en el puerto los fines de semana.
Dos meses después Yamamoto recibió la contestación redactada por Onishi en la que él y Genda solo hablaban de bombardeos en picado y en altura, lo que le decepcionó porque habían descartado el uso de torpedos lanzados desde los aviones debido a la escasa profundidad de las aguas de Pearl Harbor —los torpedos japoneses necesitaban unos treinta metros para no incrustarse en el fondo y dirigirse hacia su objetivo, mientras que la profundidad media en Pearl Harbor era de doce metros—. Pero Yamomoto insistió en que era posible el ataque con torpedos y respondió que habría que mejorarlos y entrenar a los pilotos en su uso.
Genda y Onishi se pusieron a trabajar en la solución de los problemas que planteaba el uso de torpedos. Con la ayuda de los técnicos consiguieron reducir drásticamente la profundidad a la que tenían que hundirse para poder dirigirse al blanco, y adiestraron a los pilotos para volar muy bajo y disminuir así la posibilidad de que los torpedos se empotrasen en el fondo marino cuando eran lanzados desde los aviones. En septiembre comenzaron los ejercicios de simulación bélica en la bahía de Kinko, en la prefectura de Kagoshima, elegida por su parecido con Pearl Harbor. Ninguno de los pilotos que participaron sabían cuál era el objetivo. A finales de septiembre el plan de ataque a Pearl Harbor ya estaba listo. Además de Genda y Onishi, el principal colaborador de Yamamoto en su elaboración final había sido Kameto Kuroshima, un extravagante oficial de planificación al que Yamamoto estimaba mucho porque le ofrecía soluciones que nunca se le habían ocurrido a él y que se atrevía a contradecirle.
Sin embargo, el plan de ataque a Pearl Harbor presentado por Yamamoto fue rechazado por el Estado Mayor de la Armada Imperial por ser demasiado arriesgado y por emplear demasiados recursos navales que serían necesarios en otros escenarios bélicos, ya que se requerían seis de los diez portaaviones con que entonces contaba la Armada Imperial. Pero Yamamoto no se conformó y envió a Tokio a Kuroshima para que defendiera el plan y como último recurso amenazara con su dimisión y la de todo su equipo si no se aceptaba. El 20 de octubre el Estado Mayor cedió —la dimisión de Yamamoto supondría un duro golpe para la moral y la eficacia de la Flota Combinada— y lo aprobó, a pesar de las dudas que seguía suscitando el plan.
La fecha y hora para el ataque se fijó en las 8:00 horas del lunes 8 de diciembre, hora de Tokio, 8:00 horas del domingo 7 de diciembre en Hawái y 13:30 horas del mismo día en Washington. Se escogió ese domingo porque la luna proporcionaría una luz que facilitaría el vuelo de los aviones antes de que amaneciera.

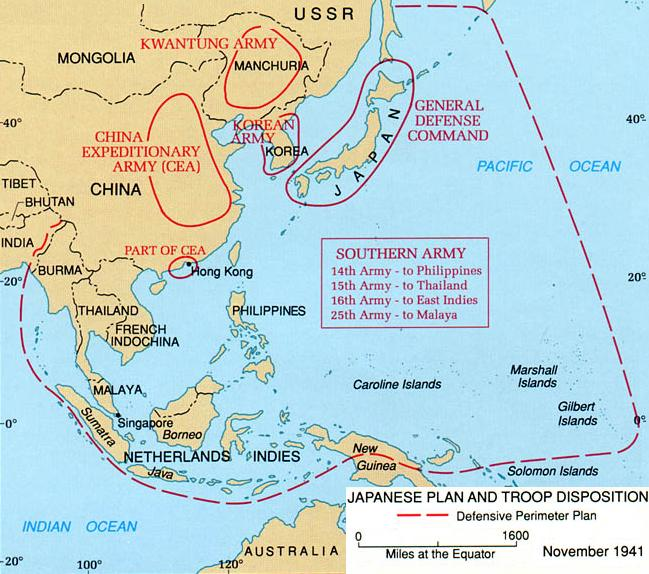
Plan de las ofensivas japonesas previstas en el Pacífico y en el Sudeste de Asia, simultáneamente al ataque a Pearl Harbor.

El plan de ataque a Pearl Harbor, junto con el resto del orden de batalla organizado por los Estados Mayores del Ejército y de la Armada, fue presentado al emperador Hirohito en la tarde del 2 de noviembre, al día siguiente de la conferencia de enlace en la que se había decidido fijar el 30 de noviembre como la fecha límite para las negociaciones con Estados Unidos, después de la cual se desencadenarían las ofensivas previstas en el Pacífico y en el Sudeste de Asia, simultáneamente al ataque a Pearl Harbor. Los objetivos principales de la «campaña hacia el sur», junto con Pearl Harbor, eran el archipiélago de las Filipinas, posesión estadounidense, y Malasia, colonia británica que incluía la estratégica base de Singapur. También sería atacada Tailandia y a continuación la colonia británica de Birmania. Operaciones secundarias tendrían como objetivo la colonia británica de Hong Kong, y las islas de Wake y de Guam, donde la flota estadounidense del Pacífico tenía sus bases de operaciones avanzadas y donde estaban los submarinos y los aviones de reconocimiento. La conquista de las Indias Orientales Neerlandesas comenzaría cuando todos esos objetivos se hubieran alcanzado. La ofensiva tenía que concluir en un plazo máximo de 20 semanas, después de las cuales ya no quedaría ninguna fuerza aérea, naval o terrestre de Estados Unidos o de Gran Bretaña capaz de impedir el dominio japonés sobre el sudeste de Asia y el Pacífico occidental.
Sin embargo, el almirante Yamamoto seguía dudando de las posibilidades de una victoria de Japón. «Durante los primeros seis o doce meses de guerra contra los Estados Unidos y Gran Bretaña, causaré estragos en todos sus flancos y conquistaré una victoria tras otra», pronosticó. «Después… no tengo esperanzas de ganar».

### 5 de noviembre: la Conferencia Imperial retrasa al 30 de noviembre la fecha límite para alcanzar un acuerdo con EE.UU.

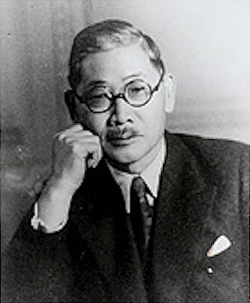
Shigenori Togo, ministro de Asuntos Exteriores.

El mismo día en que el Estado Mayor de la Armada aprobaba el plan de Yamamoto, el general Tojo formó su gobierno, acorde con la misión que se le había encomendado. Nombró como nuevo ministro de Asuntos Exteriores al experimentado diplomático Shigenori Togo, nada favorable a la Alemania nazi y que estaba dispuesto a hacer concesiones a Estados Unidos, y para los otros dos puestos importantes del gabinete, los ministerios de Finanzas y de Marina, también nombró a dos declarados antibelicistas, Okinori Kaya y el almirante Shigetaro Shimada, respectivamente —Tojo por su parte se mantuvo al frente del ministerio de la Guerra y asumió también la cartera de Interior, en previsión de que se produjeran disturbios a causa de las concesiones que habría que hacer para alcanzar un acuerdo con Estados Unidos—. Todos estuvieron de acuerdo en que el objetivo del gobierno era ampliar la fecha límite de las conversaciones con Estados Unidos y dar así una oportunidad a la vía diplomática que evitara la guerra. Sin embargo, Tojo no cambió a ninguno de los belicistas jefes y subjefes del Alto Estado Mayor del Ejército y de la Armada, quienes por otro lado no recibieron instrucciones por parte del emperador, como las había recibido Tojo, de buscar una salida diplomática a la crisis con Estados Unidos. Además, en su primera declaración el nuevo gobierno afirmó su adhesión «a la inquebrantable política nacional del Imperio» y su compromiso para «llevar el Incidente de China a un final favorable, establecer firmemente la Esfera de Coprosperidad de la Gran Asia Oriental y contribuir a la paz mundial».

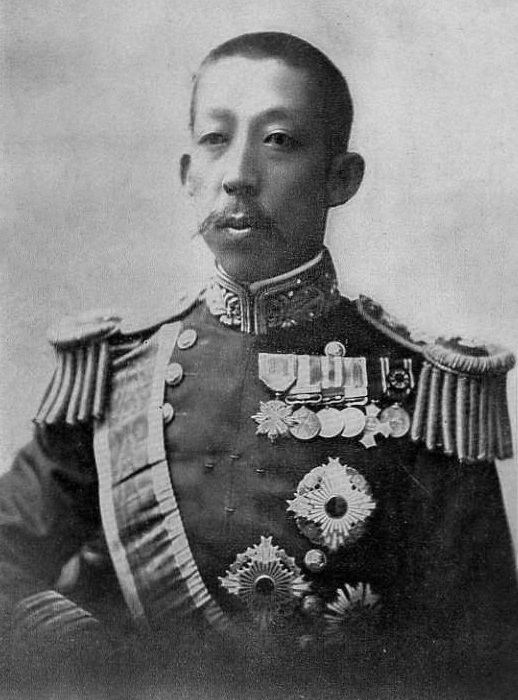
Príncipe Hiroyasu Fushimi, jefe de la Flota Imperial.

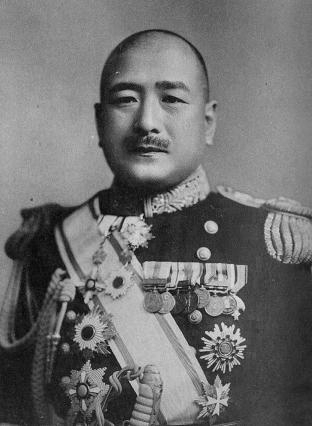
Shigetaro Shimada, ministro de Marina.

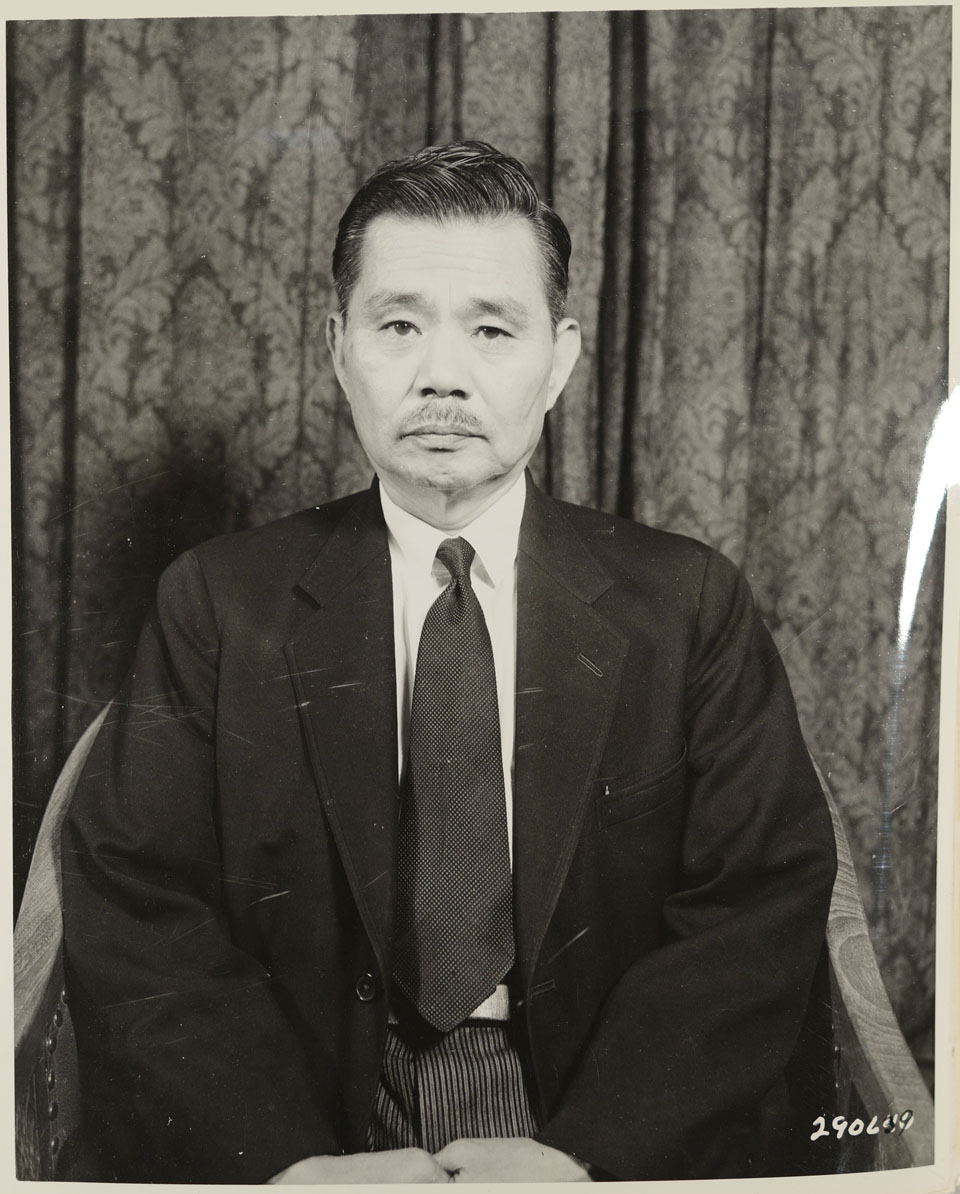
Okinori Kaya, ministro de Finanzas.

Para «volver a examinar» la resolución de la Conferencia Imperial del 6 septiembre, como se había comprometido Tojo, se celebraron sucesivas conferencias de enlace entre el 23 y el 30 de octubre —excepto el día 26—, a las que también asistieron el director general del Consejo de Planificación del Gobierno, Teiichi Suzuki, y el ministro de Finanzas Kaya, para que valoraran las consecuencias económicas de una guerra con Estados Unidos. En estas reuniones los que más presionaron a favor de la guerra fueron los jefes del Estado Mayor del Ejército y de la Marina, Sugiyama y Nagano, a pesar de que no tuvieron más remedio que reconocer que Japón no podría mantener un conflicto prolongado —confiaban en que Estados Unidos se viera obligado a pedir la paz tras las primeras victorias japonesas—. Ambos insistían en que cuanto más esperara Japón menores serían sus posibilidades de ganar la guerra porque se estaban agotando los recursos —«Debemos decidir de una vez si vamos a la guerra o no», dijo Nagano; «¡Hay que actuar rápidamente!», remachó Sugiyama—. Los que se manifestaron en contra de la opción bélica fueron los nuevos ministros Togo y Kaya, mientras que el en principio antibelicista ministro de Marina Shimada, tras la entrevista que mantuvo el 27 de octubre con el príncipe Hiroyasu Fushimi, jefe de la Flota Imperial, quien le reiteró la postura de los jefes de los Estados Mayores: «si no tomamos rápidamente una decisión, perderemos una oportunidad», no se opuso a la guerra. Tampoco lo hizo el director de la Oficina de Planificación Suzuki. Por su parte el primer ministro Tojo, que cada vez albergaba más dudas sobre la guerra, intentó conciliar las dos posturas y finalmente propuso que en la reunión del 1 de noviembre se adoptara la posición definitiva.
En la conferencia de enlace del 1 de noviembre, que duró diecisiete horas, Tojo defendió una vía intermedia entre ir o no ir a la guerra: continuar las negociaciones diplomáticas sin descartar la posibilidad de la guerra, lo que implicaba que continuarían los preparativos bélicos mientras se intentaba alcanzar un acuerdo con el gobierno de Estados Unidos. Después de un duro y larguísimo debate eso fue lo que finalmente se decidió, fijando el 30 de noviembre como fecha límite para la diplomacia, que fue el plazo máximo de tiempo que consiguió el ministro Togo después de insistir en que «por naturaleza, la diplomacia requiere muchos días y noches para conseguir sus objetivos. Como ministro de Asuntos Exteriores, no puedo llevar a cabo gestiones diplomáticas si no tienen probabilidad alguna de éxito. Necesito la garantía de que dispondré del tiempo y las condiciones necesarias para lograrlo. Huelga decir que hay que evitar la guerra».

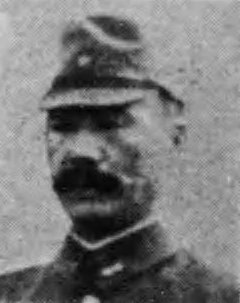
General Osamu Tsukada, subjefe del Estado Mayor del Ejército.

A las diez de la noche, tras once horas de debate, se empezaron a discutir los términos de la negociación con Estados Unidos. El ministro de Asuntos Exteriores explicó la necesidad de hacer concesiones para que la vía diplomática tuviera alguna oportunidad de éxito y propuso que Japón ofreciera la retirada de las tropas situadas en la mitad sur de la Indochina francesa, volviendo así a la situación anterior a julio. Sin embargo, el jefe y el subjefe del Estado Mayor del Ejército, los generales Sugiyama y Tsukada, se opusieron de forma vehemente —«No vamos a retirar las tropas del sur de Indochina… [porque] si lo hiciéramos, Estados Unidos habría conseguido su objetivo. Entonces podría interferir en nuestros asuntos siempre que quisiera», alegó Osamu Tsukada—. Ante la posibilidad de que Togo dimitiera, lo que haría caer al gobierno, el primer ministro Tojo respaldó al ministro de Asuntos Exteriores, y finalmente se acordó que la oferta del traslado de las tropas del sur al norte de Indochina sería un último recurso si las conversaciones se estancaban, es decir, formaría parte de un Plan B alternativo por si el Plan A, en el que no figuraba la retirada, fallaba. El problema de fondo era que los altos mandos militares no estaban dispuestos a hacer concesiones significativas a Estados Unidos para evitar la guerra —la retirada de las tropas japonesas de China la consideraban una deshonra—, aunque muchos de ellos fueran pesimistas sobre las posibilidades de ganar la guerra. El general Tsukada, subjefe del Estado Mayor del Ejército, había dicho en la reunión:

En general, las posibilidades si vamos a la guerra no son brillantes. Todos nos preguntamos si no hay alguna manera para proceder pacíficamente. Sin embargo, no es posible mantener el statu quo. Por lo tanto, se llega inevitablemente a la conclusión de que tenemos que ir a la guerra. Yo, Tsukada, creo que la guerra no puede ser evitada. Ahora es el momento. Incluso si no vamos a la guerra ahora, tendremos que hacerlo el año que viene, o dos años después. Ahora es el momento. El espíritu moral de Japón, la Tierra de los Dioses, resplandecerá en esta ocasión. La probabilidad de que el avance hacia al sur de Japón permita a Alemania e Italia derrotar a Gran Bretaña es alta, y la probabilidad de forzar a China a capitular es incluso más alta de la actual. Entonces podremos incluso forzar a Rusia a capitular. Si nos apoderamos del Sur, podremos asestar un duro golpe a los recursos estadounidenses de defensa nacional. Esto es, construiremos una muralla de hierro, y dentro de ella destruiremos, uno por uno, a los estados enemigos en Asia; y además, derrotaremos a Estados Unidos y Gran Bretaña.

El 4 de noviembre se reunió el Consejo Supremo de Guerra, presidido excepcionalmente por el emperador Hirohito —a quien dos días antes los jefes de los Estados Mayores del Ejército y de la Armada había informado de los planes de guerra que incluían el ataque a Pearl Harbor—. El Consejo no se opuso al acuerdo de la conferencia de enlace de que las negociaciones diplomáticas y los preparativos para la guerra se desarrollarían al mismo tiempo. En la reunión el primer ministro Tojo se mostró mucho más belicista que en la conferencia de enlace celebrada tres días antes. «Si nos limitamos a quedarnos de brazos cruzados y permitimos que nuestro país vuelva a ser el “pequeño Japón” de otros tiempos, estaríamos mancillando su deslumbrante historia de dos mil seiscientos años», afirmó.
Al día siguiente, 5 de noviembre, se celebró la Conferencia Imperial, en una atmósfera de preocupación y abatimiento, compartida también por el emperador. El ministro de Asuntos Exteriores Togo fue el encargado de presentar los acuerdos alcanzados en la conferencia de enlace del día 1 de noviembre que iban a recibir la sanción imperial y sorprendentemente realizó un discurso belicista, acusando a Estados Unidos de ser el agresor.

El presidente Roosevelt se está aprovechando de la fuerte posición económica estadounidense. Como si ya hubiera entrado en la guerra, está ayudando a Gran Bretaña y recurriendo a una política económica cruelmente opresiva para Japón. Desde mediados de abril de este año, hemos participado en negociaciones extraoficiales para la normalización de las relaciones entre Estados Unidos y Japón. El gobierno imperial ha sido honesto y justo en su actitud en esas negociaciones desde el principio, buscando la estabilidad del este de Asia y la paz mundial.

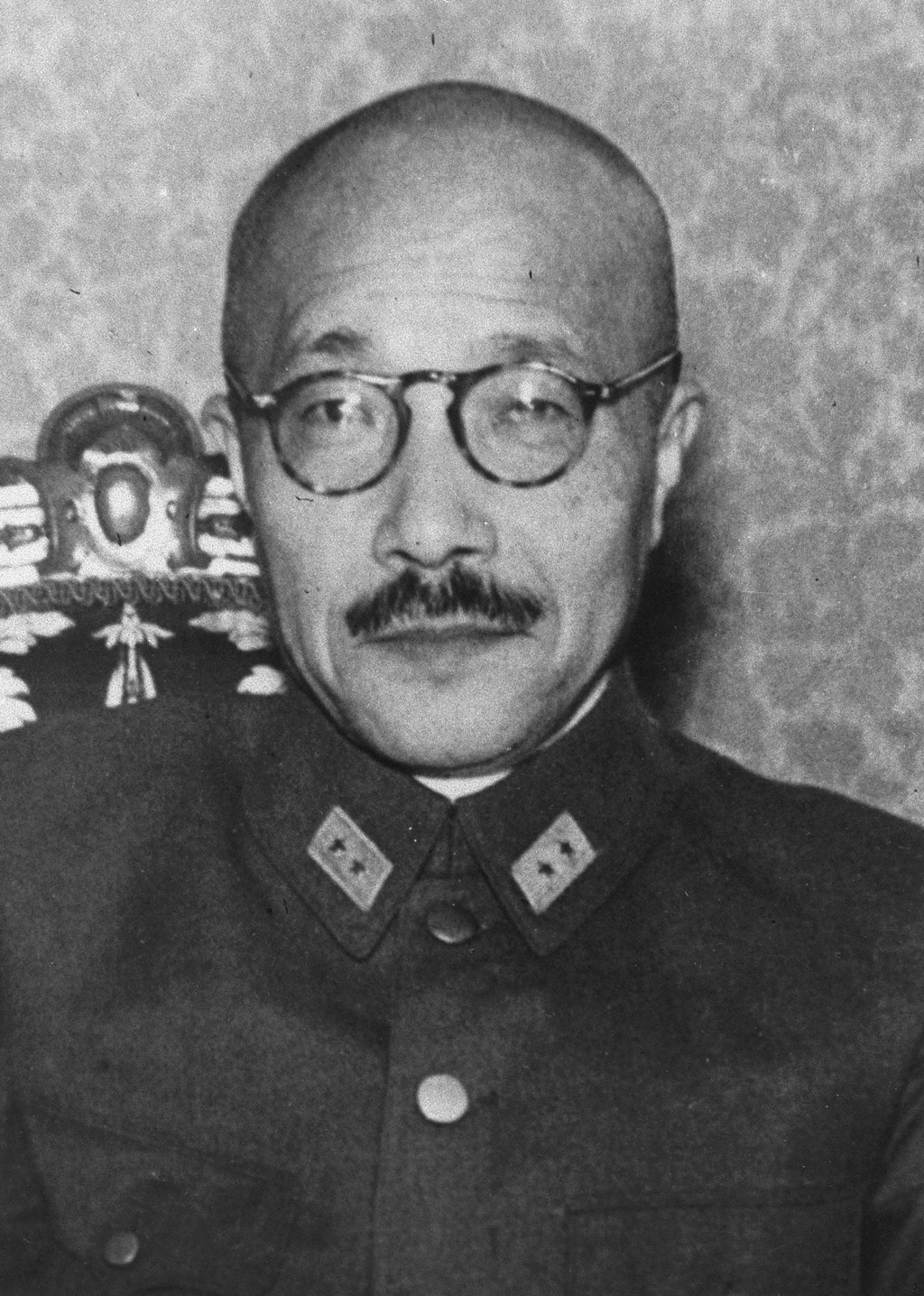
El primer ministro Hideki Tojo.

El primer ministro Tojo destacó que si las conversaciones fracasaban no quedaba más opción que ir a la guerra para evitar que Japón quedara reducido a una «nación de tercera clase». «Dentro de dos años no tendremos petróleo para uso militar. Los barcos quedarán detenidos. Cuando pienso en el fortalecimiento de las defensas estadounidenses en el suroeste del Pacífico, la expansión de la flota estadounidense, el inacabado Incidente de China, y todo lo demás, no veo el final de las dificultades. Podemos hablar de austeridad y sufrimiento, pero ¿puede nuestro pueblo soportar ese tipo de vida durante mucho tiempo?». Después, cuando el presidente del Consejo Privado Hara le preguntó sobre la retirada de las tropas de China, Tojo exaltó los sacrificios que Japón había hecho desde que la guerra había comenzado y añadió que la retirada dejaría a Japón en una posición peor que la tenía antes de la guerra. China sería más poderosa que antes y «podría incluso intentar apoderarse de Manchuria, Corea y Formosa». Hara estuvo de acuerdo con Tojo y afirmó que era imposible aceptar todas las demandas de Estados Unidos «desde el punto de vista de la situación política interior y de nuestra autopreservación». Y añadió: «Si perdemos esta oportunidad de ir a la guerra, tendremos que someternos a los dictados de Estados Unidos. Así pues, reconozco que es inevitable que decidamos iniciar la guerra contra Estados Unidos». El emperador en esta ocasión permaneció en silencio.

### 27 de noviembre: Japón rompe las conversaciones en respuesta a laNota Hull

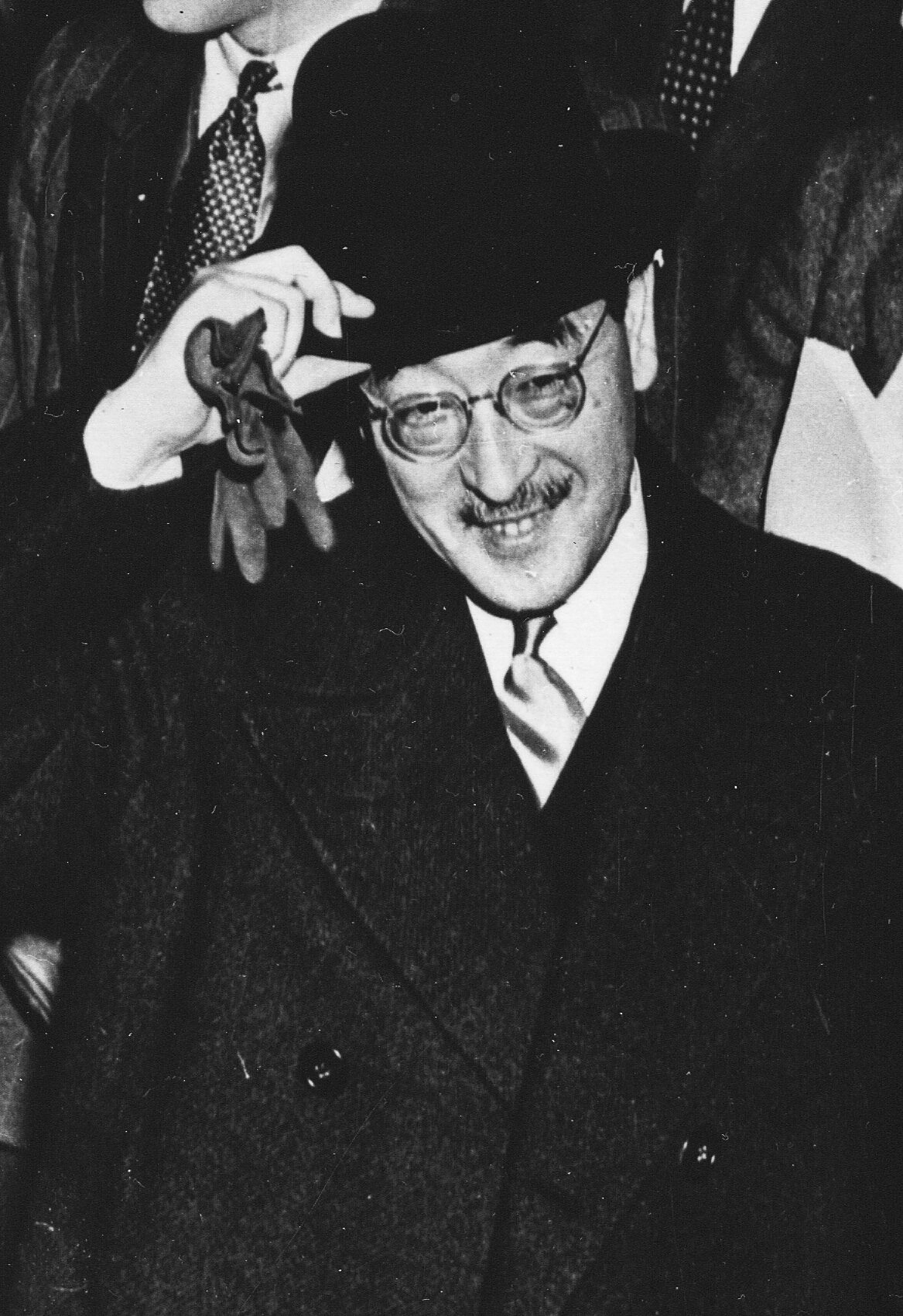
Saburo Kurusu

Dos días después de celebrarse la conferencia de enlace en que se decidió ampliar la fecha límite para las conversaciones con Estados Unidos al 30 de noviembre, el ministro de Asuntos Exteriores Shigenori Togo encargó al experimentado diplomático Saburo Kurusu que fuera a Washington con la misión de llevar las negociaciones con el gobierno estadounidense. Togo le informó de las condiciones japonesas pactadas en la conferencia de enlace del día 1 de noviembre para alcanzar un acuerdo con Estados Unidos: un Plan A, en el que no se hacía ninguna concesión importante, y un Plan B que solo debería plantearse como último recurso y que incluía la retirada de las tropas japonesas del sur de la Indochina francesa. Antes de partir, Kurusu se entrevistó con el primer ministro, el general Hideki Tojo, quien le dijo: «Haga todo lo posible y regrese con un acuerdo».
Kurusu salió de Japón el 7 de noviembre, el mismo día en que el embajador Nomura presentaba al secretario de Estado Cordell Hull el Plan A, que Togo le había enviado desde Tokio —comunicación que fue interceptada y descodificada por los servicios de inteligencia estadounidenses que interpretaron que Japón estaba preparándose para la guerra mientras mantenía las conversaciones diplomáticas y así se lo comunicaron al secretario Hull—. Cuando Kurusu llegó a Washington el 15 de noviembre aún no se habían iniciado las negociaciones formales —Hull le había dicho a Nomura que antes era necesario efectuar «conversaciones exploratorias»—. Mientras tanto los preparativos bélicos continuaban y el mismo día de la llegada de Kurusu a Washington se había reunido en Tokio la conferencia de enlace en la que se había aprobado el «Plan para Facilitar la Conclusión de la Guerra con Estados Unidos, Gran Bretaña y Países Bajos». Este decía:

Nuestro objetivo es destruir rápidamente las bases situadas en Extremo Oriente que pertenezcan a Estados Unidos, Gran Bretaña y Países Bajos, a fin de asegurar nuestra supervivencia y defensa, al tiempo que intentamos activamente obtener la rendición del régimen de Chiang Kai-shek, cooperando con Alemania e Italia para obligar a los británicos a que se rindan primero e intentar privar a Estados Unidos de la voluntad de seguir luchando.

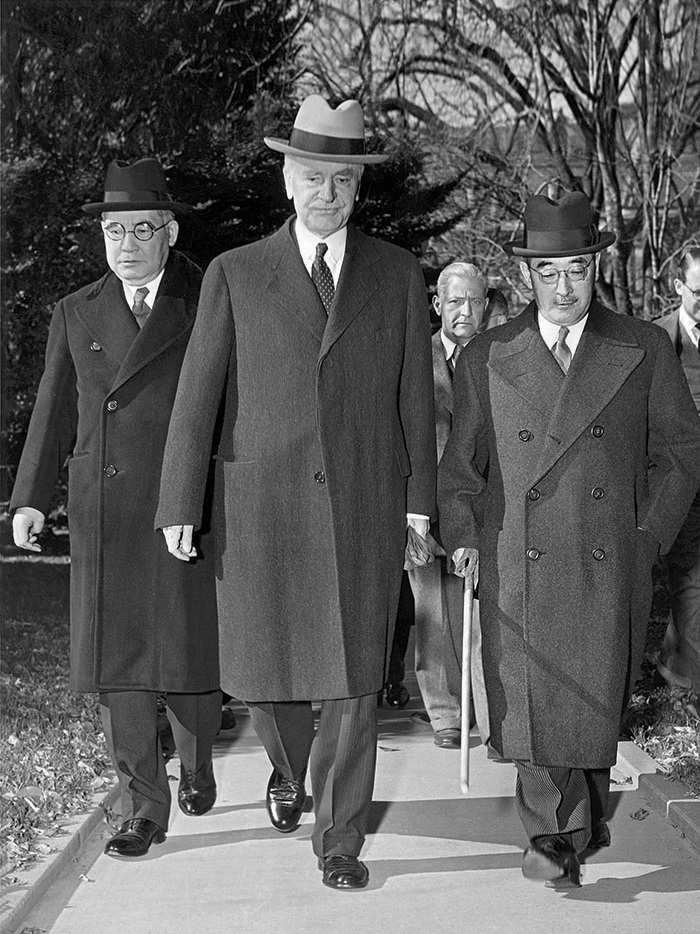
Nomura (izquierda) y Kurusu (derecha) con el secretario de Estado Hull.

El 17 de noviembre Kurusu se entrevistó con Roosevelt en el Despacho Oval, reunión a la que también asistieron el embajador Nomura y el secretario de Estado Hull. Kurusu le pidió al presidente que viera la situación desde «la perspectiva japonesa», a lo que Roosevelt le contestó: «Entre amigos nunca está dicha la última palabra», frase que le impresionó. Sin embargo, no se avanzó en los temas cruciales, especialmente en cuanto al deseo estadounidense de que Japón abandonara el Pacto Tripartito —en una reunión anterior Hull le había dicho a Nomura que le resultaría muy difícil «hacer creer a la población de este país y a la de todas las naciones pacíficas que Japón estaba actuando con miras a la paz», pues «estaba ligado por una alianza al agresor más flagrante que ha aparecido en el planeta en los últimos dos mil años», añadiendo a continuación que si el gobierno de Estados Unidos «llegaba a un acuerdo con Japón, mientras Japón seguía obligado con Alemania», la gente podría «lincharme»—. En el memorándum que escribió Hull sobre la reunión anotó que «respecto a los tres principales puntos que separan a nuestros dos países [la igualdad de oportunidades comerciales, la retirada de China y el Pacto Tripartito]… no se hizo esfuerzo alguno por resolver esas cuestiones en la reunión».
No ayudó en nada a las «conversaciones exploratorias» el discurso, radiado por primera vez a todo el país, que pronunció el mismo día de la entrevista de Kurusu con Roosevelt el primer ministro Tojo ante el parlamento japonés en el que dijo que las sanciones económicas impuestas por Estados Unidos eran «un acto agresivo y hostil equivalente a un conflicto armado», pidiendo a continuación la unión de la nación «ocurra lo que ocurra». Finalizó su alocución expresando su respeto y gratitud hacia las «almas heroicas de los muertos en combate» para proteger a su nación. Honrar a los soldados caídos era precisamente el argumento que Tojo siempre había esgrimido para oponerse a la retirara de China.
Al día siguiente, 18 de noviembre, Kurusu y Nomura se reunieron con Hull, quien reiteró que mientras Japón siguiera ligado al Pacto Tripartito no sabía si «podría hacerse algo para alcanzar un acuerdo satisfactorio». Entonces fue cuando inesperadamente el embajador Nomura pasó directamente al Plan B y sugirió la retirada de las tropas japonesas del sur de Indochina, de forma que los dos países pudieran «[volver] al estatus existente antes de esa fecha en julio… antes de que [Estados Unidos] pusiera en vigor las medidas de congelación». Pero a Hull no le pareció suficiente y dijo que el embargo no sería levantado hasta que los japoneses hubieran «tomado definitivamente un rumbo pacífico y renunciado a los planes de conquista». Nomura insistió y entonces Hull dijo que consultaría la nueva propuesta japonesa con los británicos y con los holandeses.
Kurusu y Namura enviaron un mensaje optimista a Tokio sobre la marcha de las conversaciones, pero el 20 de noviembre recibieron un duro telegrama del ministro Togo que estaba furioso porque antes de haber explorado todas las posibilidades del Plan A hubieran pasado al Plan B y sobre todo porque hubieran presentado la retirada de las tropas del sur de Indochina como una propuesta aislada. Así que les ordenó que presentaran una versión del Plan B que además de la retirada de las tropas, que aparecía en quinto y último lugar, incluía otros cuatro puntos: 1) el compromiso de Japón de no ir más allá de Indochina en sus avances militares; 2) la cooperación para la obtención de los recursos de las Indias Orientales Neerlandesas; 3) el levantamiento del embargo de petróleo y de la congelación de los activos japoneses en Estados Unidos; 4) el compromiso de Estados Unidos de que no intervendría en la paz chino-japonesa que pusiera fin a la guerra que mantenían desde 1937. Togo concluía diciendo: «Si no podemos obtener la aprobación estadounidense para este plan, simplemente tendremos que aceptar la posibilidad de que las conversaciones hayan fracasado».

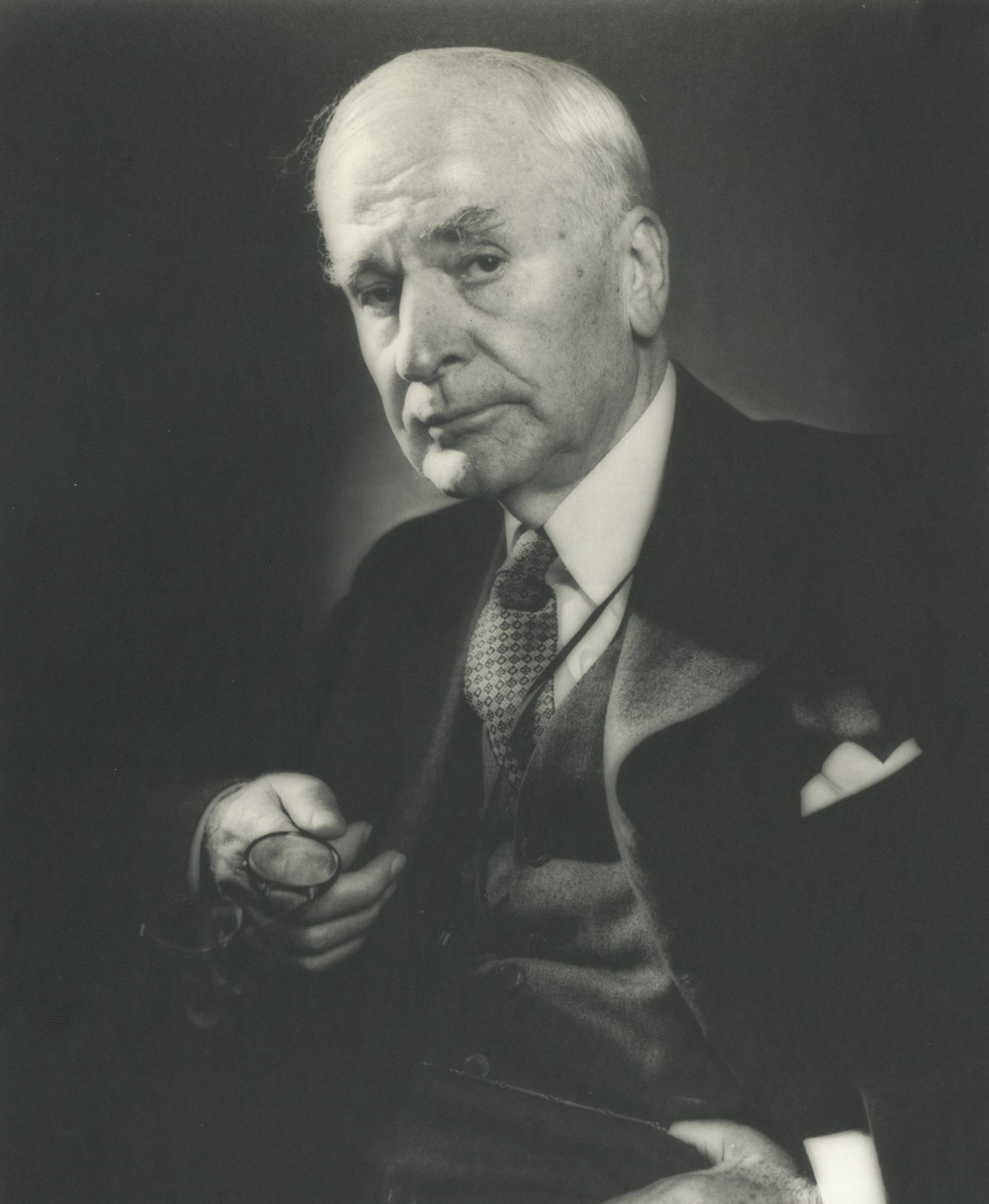
El secretario de Estado Cordell Hull.

El 20 de noviembre Nomura y Kurusu entregaron personalmente el Plan B completo al secretario Hull, quien los recibió muy fríamente para consternación de los dos representantes japoneses. Hull les dijo que el público estadounidense veía a Japón como un aliado de la Alemania nazi y que entre los dos querían repartirse el mundo. En cuanto a la propuesta japonesa les comentó privadamente que la consideraba como un ultimátum, añadiendo a continuación que sus estipulaciones eran «tan ridículas que ningún alto funcionario estadounidense podría haber soñado nunca en aceptarlas».
Al día siguiente Kurusu, agobiado porque se agotaba el tiempo, tomó una iniciativa por su cuenta y se entrevistó con Hull para presentarle una nota personal en la que le decía que si Estados Unidos entraba en guerra en Europa Japón actuaría de forma independiente respecto de sus socios del Pacto Tripartito. En la nota personal Kurusu mencionaba el artículo III del Pacto, que, según él, permitía a Japón «interpretar sus obligaciones con libertad e independencia». «Mi gobierno nunca lanzaría al pueblo de Japón a la guerra a instancias de una potencia extranjera; sólo aceptará la guerra como necesidad última e ineludible para mantener su seguridad y preservar la vida nacional contra una injusticia activa», decía también la nota. Pero Hull, según apuntó en el memorándum de la reunión, no consideró que lo que decía «fuera a ser de especial utilidad» y la descartó.
La respuesta definitiva del gobierno estadounidense fue entregada a Kurusu y a Nomura a última hora de la tarde del 26 de noviembre por el secretario Hull y en esencia suponía volver a la posición inicial estadounidense, pero en un tono mucho más duro y añadiendo nuevas demandas. Se trataba de un documento titulado «Esbozo de la Base Propuesta para un acuerdo entre Estados Unidos y Japón», que sería más conocido como la Nota Hull. Una primera dificultad para su aceptación por los representantes japoneses era que se proponía un acuerdo multilateral de no agresión que debía incluir también a Gran Bretaña, China, Países Bajos, la Unión Soviética y Tailandia, cuando solo estaban autorizados a alcanzar un acuerdo bilateral. Pero lo más grave para ellos era la segunda parte titulada «Pasos que han de dar los Gobiernos de Estados Unidos y Japón» y que constaba de diez puntos, en la que se recogían las condiciones que Estados Unidos exigía para alcanzar el acuerdo: la retirada de las tropas japonesas de Indochina y de China; el reconocimiento del gobierno de Chiang Kai-shek con sede en Chongqing como único gobierno legítimo de China —lo que implicaba que Japón retirara el apoyo al gobierno títere de Wang Jingwei—; la renuncia a los derechos de extraterritorialidad en China y a las ventajas y derechos derivados del Protocolo Bóxer de 1901; el reconocimiento de la libertad de comercio y de la igualdad de oportunidades como los principios que debían regir las relaciones económicas en Asia. En los «Diez Puntos» de Hull también se incluía el abandono por Japón del Pacto Tripartito. En contrapartida Estados Unidos ofrecía la descongelación de los activos japoneses y el inicio de conversaciones para establecer un nuevo tratado comercial y a más largo plazo asegurar la paz en el Pacífico.

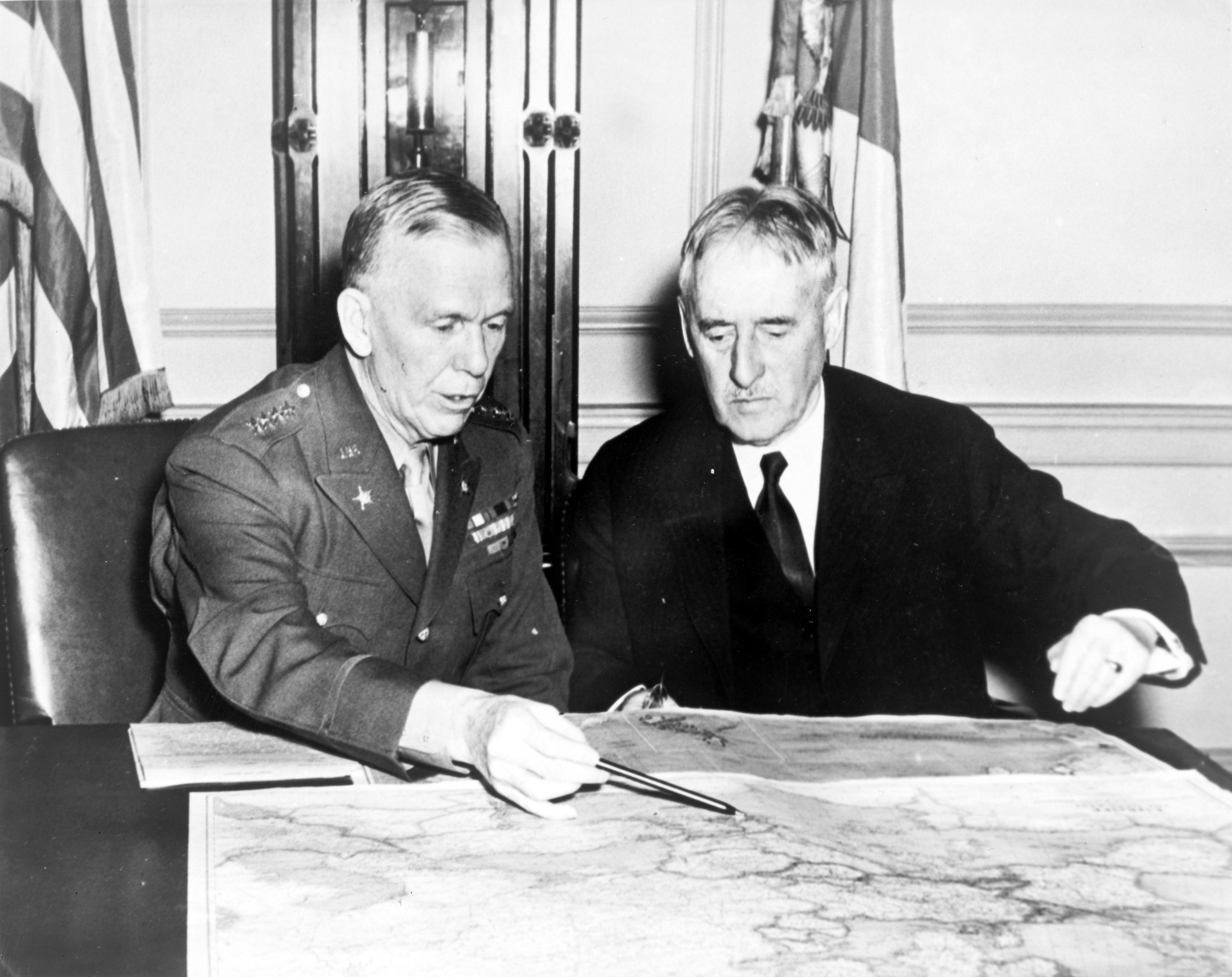
El secretario de Defensa Henry Stimson con el general George Marshall, jefe del Estado Mayor del Ejército, en enero de 1942.

Hull reconoció más tarde que no pensaba «seriamente que Japón aceptaría nuestra propuesta», por lo que creía que podría significar la guerra con Japón, y así se lo comentó al secretario de Defensa Henry Stimson: «Yo ya me he lavado las manos con este asunto; ahora queda en tus manos y en las de Knox [secretario de Marina], el ejército y la armada». Según Antony Beevor, «solo una renuncia inmediata y completa de los Estados Unidos y Gran Bretaña a sus pretensiones habría podido evitar el conflicto en aquellos momentos. Pero semejante signo de debilidad occidental probablemente hubiera animado a los japoneses a lanzar su ataque frontal».

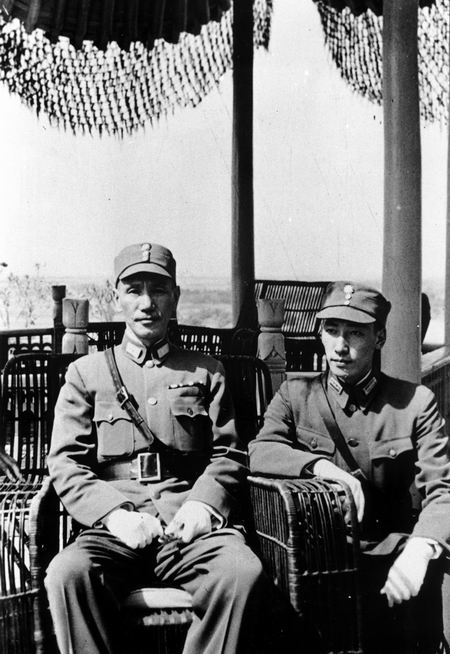
El presidente de la República de China Chiang Kai-shek con su hijo Chiang Wei-kuo en 1941.

La vuelta a la dura posición inicial, en lugar de buscar un modus vivendi como se llegaron a plantear inicialmente Roosevelt y Hull, se debió esencialmente a dos factores. El primero fue el poco entusiasmo de los gobiernos de Gran Bretaña, Países Bajos y Australia sobre la propuesta japonesa y, sobre todo, el rechazo radical del gobierno chino de Chiang Kai-shek, que le hizo ver al gobierno estadounidense que si contemporizaba con Japón, según explicó Hull después de la guerra, se corría el riesgo «de que se hundieran la moral y la resistencia chinas, e incluso de que se desintegrara la propia China». De hecho el primer ministro británico Winston Churchill había enviado un telegrama al presidente Roosevelt respaldando la postura de Chiang Kai-shek y expresando su preocupación sobre el posible hundimiento de China.

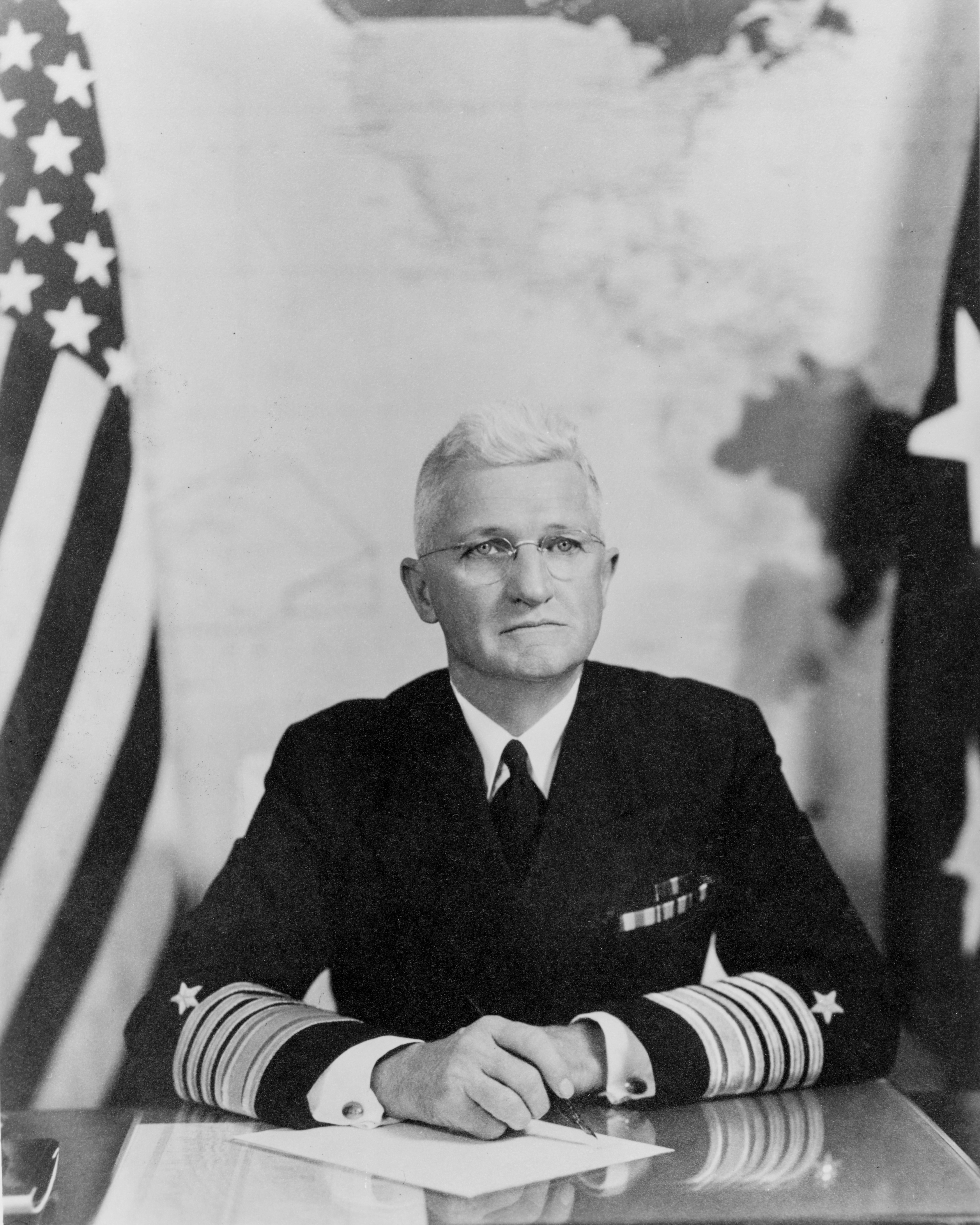
Almirante Harold R. Stark

El segundo factor, probablemente el más decisivo, fue un informe de la inteligencia militar sobre movimientos de tropas japonesas en el sudeste de Asia —se había detectado un gran convoy de buques de guerra y barcos de transporte con unos 50 000 soldados a bordo atravesando el mar de China Meridional— lo que indicaba que Japón se disponía a lanzar un ataque en cualquier momento. Esta conclusión venía avalada por un telegrama enviado por el ministro Togo a la embajada de Washington, que había sido descifrado por los servicios secretos estadounidenses, en el que se decía que si después del 29 de noviembre no se había alcanzado un acuerdo diplomático, las cosas avanzarían «de forma automática». Cuando fue informado de los movimientos de tropas el presidente Roosevelt se puso furioso porque era una prueba de la mala fe de los japoneses y dijo que esto «cambiaba la situación completamente» —más tarde dijo que estaba convencido de que los japoneses atacarían a Estados Unidos seguramente el 1 de diciembre, «pues es notorio que los japoneses atacan sin avisar»—. Sin embargo, la vuelta a una postura de firmeza frente a Japón no significaba que el gobierno estadounidense quisiera entrar en guerra en aquellos momentos puesto que tanto el Jefe de Estado Mayor del Ejército, el general George Marshall, como el Jefe de Operaciones Navales, el almirante Harold R. Stark, habían informado al presidente Roosevelt de que los Estados Unidos aún no estaban preparados.

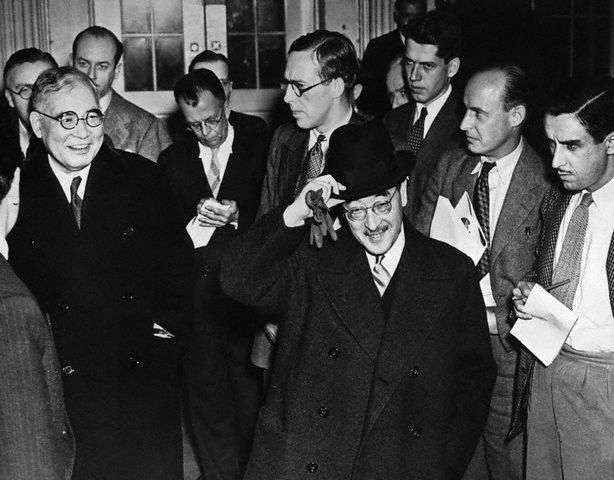
Nomura (izquierda) y Kurusu (derecha) a la salida de su entrevista con el presidente Roosevelt el 27 de noviembre.

Kurusu y Nomura tras leer el documento intentaron que Hull rebajara alguna de las demandas —como la multilateralidad del acuerdo o la retirada del apoyo a Wang Jingwei— pues sabían que su gobierno las rechazaría —como ha señalado la historiadora Eri Hotta, «el esbozo daba la impresión de que Estados Unidos estaba exigiendo a Japón una rendición incondicional sin haberle vencido en una guerra»—, pero Hull se negó en redondo. Entonces pidieron entrevistarse con el presidente y la reunión tuvo lugar al día siguiente. Roosevelt les dijo que no pensaba introducir ninguna modificación en la Nota Hull y lo justificó refiriéndose a los recientes «movimientos y declaraciones japoneses, que apuntan de forma inequívoca a la conquista mediante la fuerza, ignorando toda posibilidad de un acuerdo pacífico y los principios en que éste se apoya». Asimismo se mostró decepcionado con los líderes japoneses, los cuales «seguían expresando su oposición a los principios fundamentales de la paz y el orden», añadiendo a continuación una declaración categórica: «Mientras el elemento contrario a la paz que controla el gobierno no se decida definitivamente a actuar y a manifestarse en una dirección pacífica, no habrá conversaciones que puedan llevar a algún sitio, como se ha demostrado de forma palmaria». Finalmente el presidente Roosevelt vaticinó que si «por desgracia [Japón] decide seguir el hitlerismo y toma el camino de la agresión» sería «el gran perdedor». Cuando acabó la reunión el Departamento de Estado, en contra de la política seguida hasta entonces, informó a la prensa de lo que se había tratado. The New York Times publicó al día siguiente, 28 de noviembre: «Todos los esfuerzos de Estados Unidos para resolver sus diferencias con Japón parece que se agotaron ayer y que corresponde a Tokio dar el siguiente paso, que puede ser diplomático o militar».

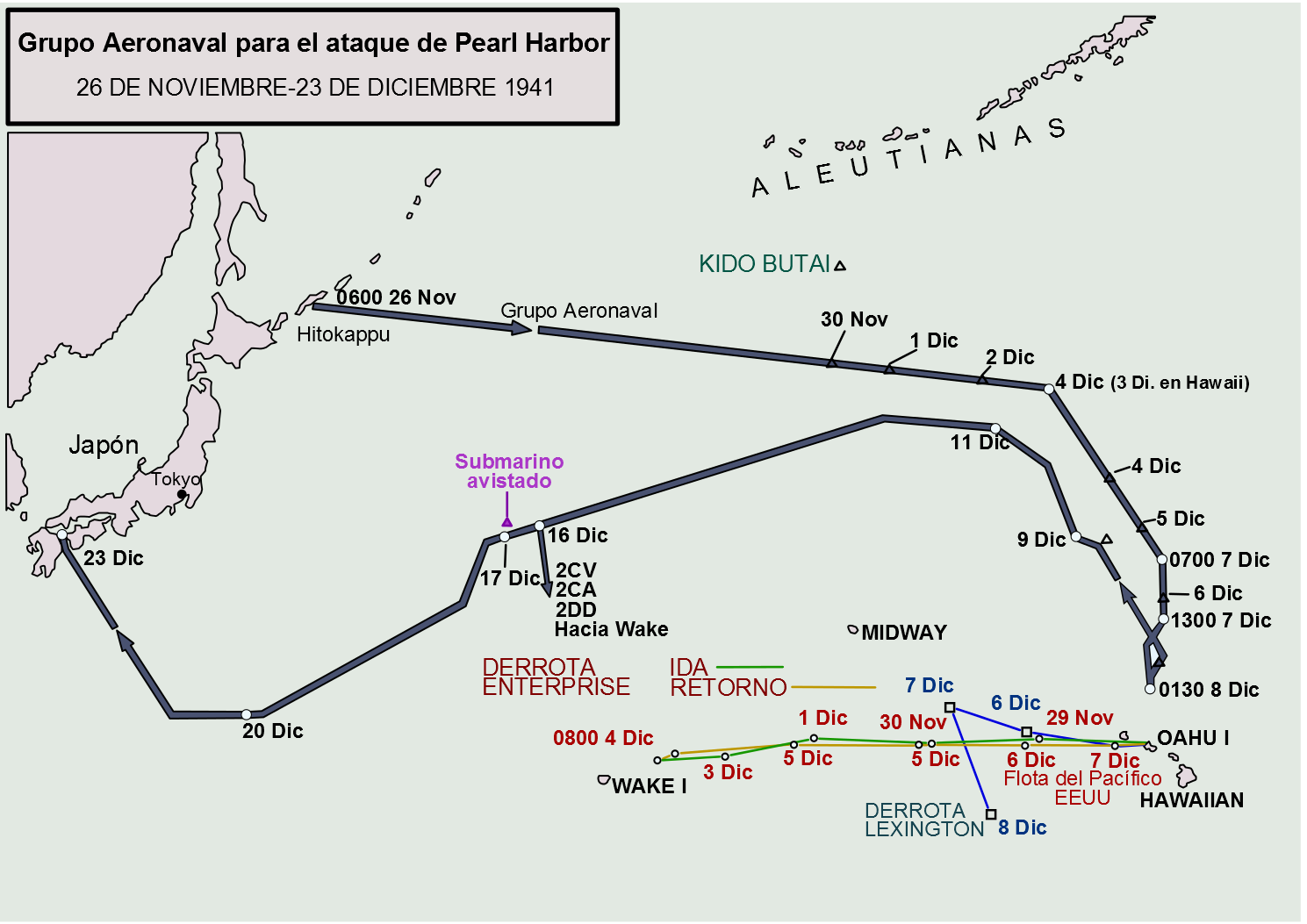
Derrota seguida por la flota japonesa para ir y volver del ataque a Pearl Harbor.

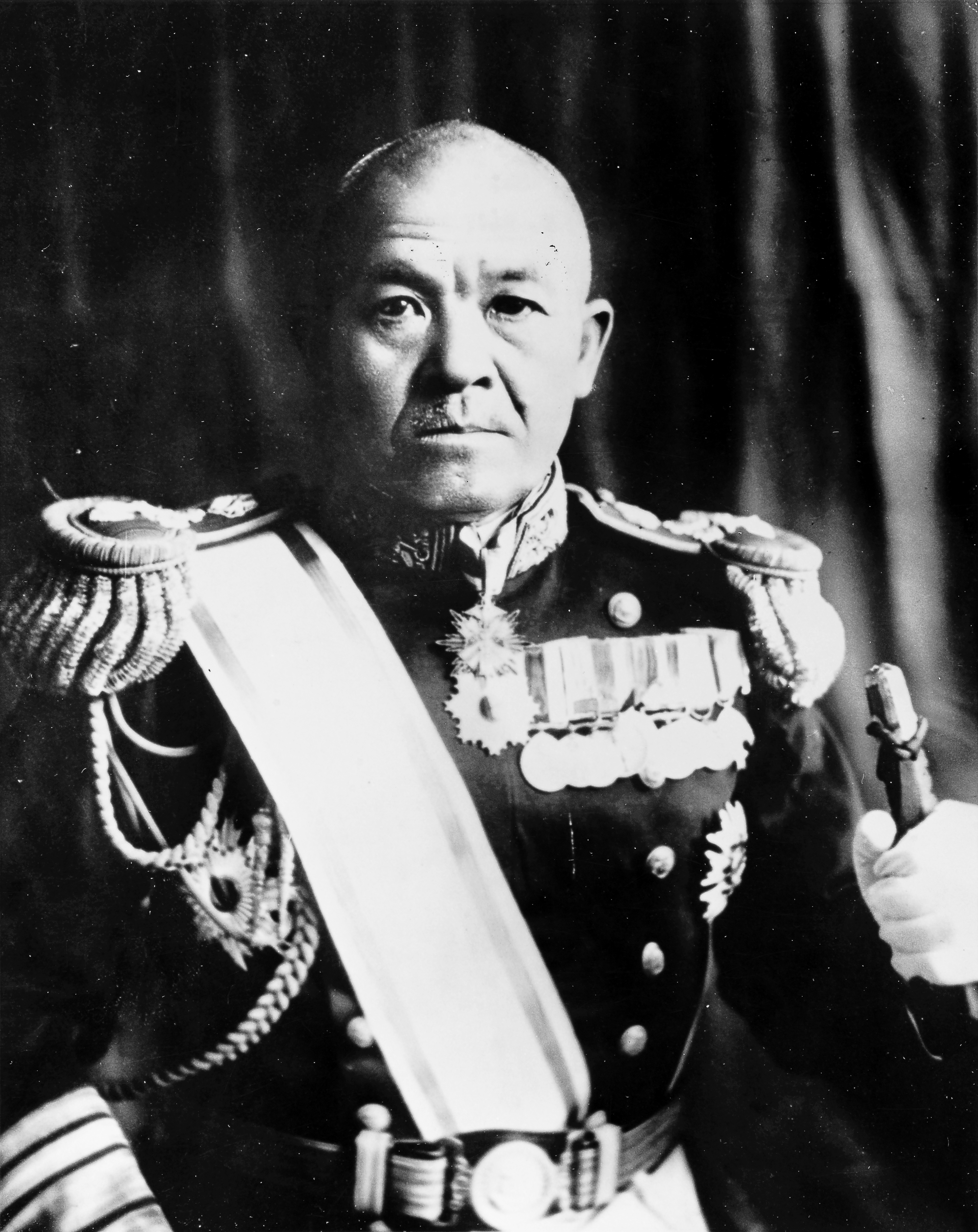
Chuichi Nagumo

El mismo día que los representantes japoneses en Washington recibían la Nota Hull zarpaba en secreto de la bahía de Hitokappu, en la isla de Iturup del archipiélago de las Kuriles, la flota japonesa al mando del vicealmirante Chuichi Nagumo que iba a atacar Pearl Harbor. Fue entonces cuando se informó a las tripulaciones y a los pilotos de cuál era el objetivo de la misión. La flota estaba compuesta por seis portaaviones, con el Akagi como buque insignia, escoltados solo por dos acorazados, dos cruceros y once destructores. El gobierno estadounidense, que controlaba en parte las comunicaciones cifradas japonesas y había desplegado aviones y barcos de reconocimiento, no se enteró de la salida de la fuerza naval que iba a atacar Pearl Harbor porque se realizó sin utilizar la radio y bajo fuertes aguaceros.
A mediodía del 27 de noviembre, un día después de que la flota que iba a atacar Pearl Harbor hubiera zarpado en secreto —ni siquiera el primer ministro Hideki Tōjō conocía los detalles—, llegó la Nota Hull al Gobierno japonés. A pesar de que no contenía una fecha límite para ser contestada, el gobierno y los Estados Mayores del Ejército y de la Armada la entendieron como un ultimátum —y como un insulto—. El ministro Togo, que se planteó dimitir, escribió más tarde: «Perdí toda esperanza. Intenté imaginar que tragaba [con las demandas], pero no había manera de que me pasaran por la garganta». Los consternados líderes japoneses, furiosos sobre todo por la exigencia de la retirada completa de las tropas japonesas de China, volvieron a recurrir a la teoría del «cerco ABCD» para acusar a Estados Unidos de ser el agresor. Por su parte los altos oficiales más belicistas consideraron la nota como «prácticamente un milagro» pues al hacer imposible la solución diplomática dejaba a la guerra como única alternativa.

### 1 de diciembre: la Conferencia Imperial ratifica la decisión de entrar en guerra con Estados Unidos

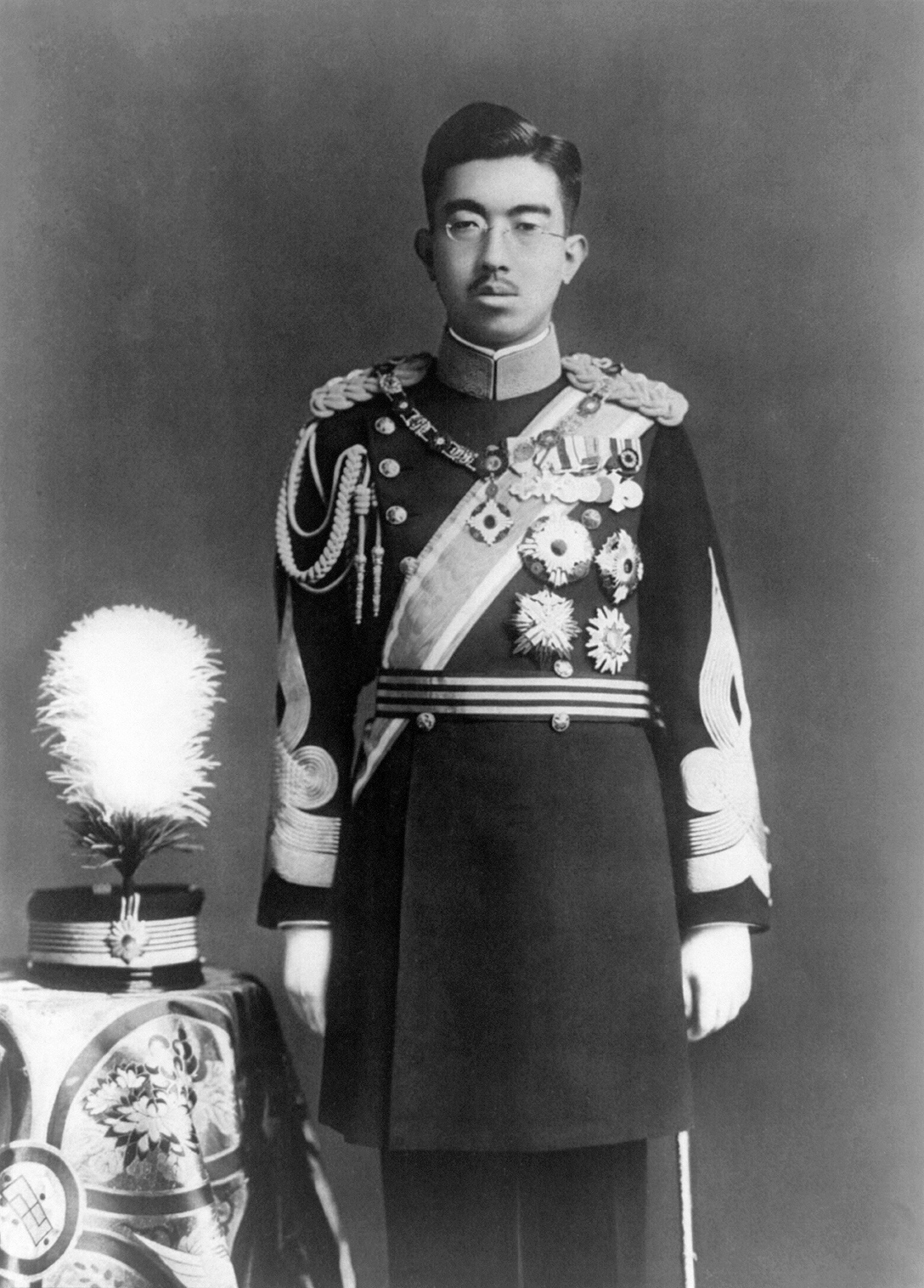
El emperador Hirohito vestido de uniforme militar en 1935.

El 29 de noviembre el emperador Hirohito reunió en una comida a todos los ex primeros ministros para que le dieran su opinión sobre la Nota Hull. Aunque todos estaban en contra de la guerra, solo el almirante Mitsumasa Yonai, cuya oposición a la firma del Pacto Tripartito había provocado su caída en julio del año anterior, se atrevió a hablar claramente: «Les pido que me disculpen por expresar mi opinión con crudeza, pero creo que no debemos caer en la miseria absoluta en nuestro esfuerzo por evitar una miseria gradual». El único que siguió esta argumentación fue sorprendentemente el príncipe Fumimaro Konoe, que había sustituido a Yonai y había firmado el Pacto Tripartito y autorizado la invasión de la Indochina francesa. «¿No deberíamos esperar hasta que llegaran las dificultades e intentar salir ahora de este punto muerto?», se preguntó. Nadie le respondió. Tojo después de la guerra afirmó que la opinión mayoritaria expresada en la reunión fue que «si esta guerra era sobre la supervivencia, entonces tenemos que estar preparados para hacer la guerra, incluso si se preveía la derrota».
Ese mismo día 29 de noviembre por la tarde se reunió la conferencia de enlace que a propuesta del primer ministro Tojo acordó entrar en guerra. Los jefes de los Estados Mayores informaron de que todos los preparativos bélicos estaban casi completamente ultimados. Fue entonces cuando los miembros del gobierno fueron informados de que la fecha del inicio de los ataques era el 8 de diciembre, aunque seguían sin conocer los objetivos y que uno de ellos era Pearl Harbor.

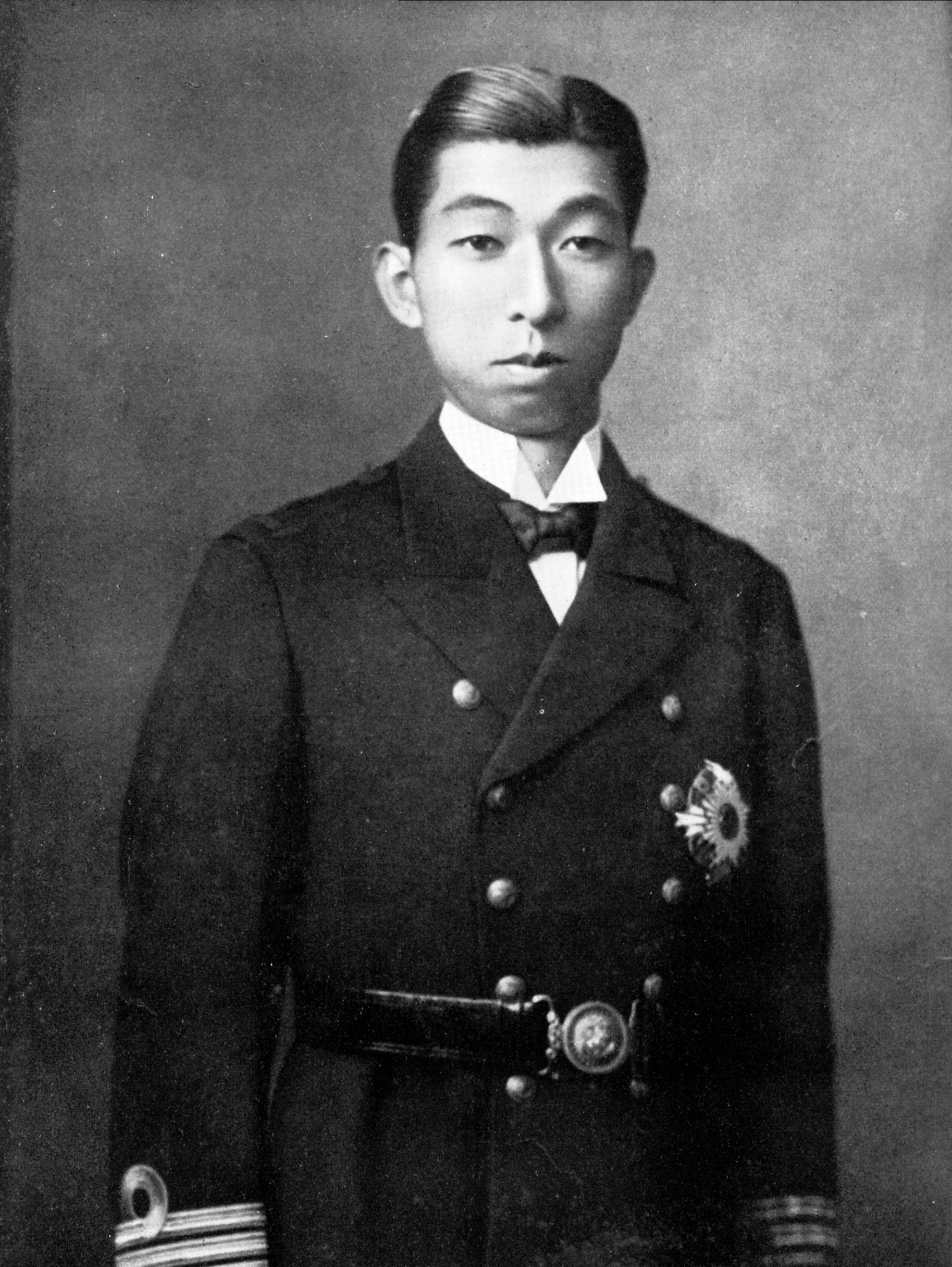
Príncipe Nobuhito Takamatsu, hermano menor del emperador Hirohito.

El 30 de noviembre el hermano menor del emperador Hirohito, el príncipe y contraalmirante de la Armada Imperial Nobuhito Takamatsu, intentó convencerle para que impidiera la guerra. «La Armada no puede permitirse luchar. Da la sensación de que, si fuera posible, la Armada preferiría evitar una guerra con Estados Unidos. Si dejamos pasar esta oportunidad, será imposible evitarla. La Armada empezará a movilizarse para el combate el 1 de diciembre. Después de esa fecha, [la guerra] será incontenible», le dijo. Hirohito le contestó que temía una posible derrota de Japón, pero que él no podía interferir en las decisiones que habían tomado el gobierno y el Alto Mando. Más adelante Hirohito justificaría su actitud diciendo: «Si yo no hubiera aprobado la guerra, [el primer ministro] Tojo habría dimitido, se habría producido un gran golpe de Estado y a su vez eso habría dado lugar a absurdos argumentos en pro de la guerra».
Nada más marcharse de palacio el príncipe Takamatsu, el guardián del sello privado Koichi Kido, que creía que no era «el momento apropiado» para que el emperador interviniera, llamó a palacio a Tojo para que aclarara las dudas de Hirohito, pero aquel delegó la tarea en el Jefe del Estado Mayor de la Armada Osami Nagano y en el ministro de Marina Shigetaro Shimada —«las estrategias navales lo son todo [en esta guerra]», dijo—. Nagano y Shimada le dijeron al emperador que los engranajes de la guerra ya habían comenzado a moverse «automáticamente» con el objetivo de curarse del «cáncer del Pacífico».
Al día siguiente, 1 de diciembre, se reunió la Conferencia Imperial, la cuarta vez en cinco meses. El almirante Nagano dijo en nombre de los Estados Mayores del Ejército y de la Armada: «Estamos ahora en posición de comenzar las operaciones, según los planes previstos, tan pronto como recibamos la orden imperial de recurrir a la fuerza». Como la fecha límite fijada para las negociaciones con Estados Unidos ya se había rebasado, se aprobó la entrada en guerra contra Estados Unidos, Gran Bretaña y Países Bajos. Hirohito no habló. El presidente del Consejo Privado Hara dijo:

Si cediéramos [a las exigencias de Estados Unidos], renunciaríamos de un solo golpe no sólo a nuestras ganancias en la guerras sino-japonesas y ruso-japonesa, sino también a los beneficios del Incidente de Manchuria. Esto no podemos hacerlo. No queremos en absoluto obligar a nuestro pueblo a sufrir mayores privaciones que las que ha soportado estos cuatro años desde el Incidente de China. Pero es evidente que la existencia de nuestro país está siendo amenazada, que los grandes logros del Emperador Meiji quedarán en nada, y que no hay nada más que podamos hacer. Así pues, creo que si las negociaciones con Estados Unidos son imposibles, entonces el comienzo de la guerra, de acuerdo con la decisión de la Conferencia Imperial anterior, es inevitable.

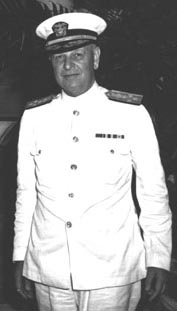
Almirante Husband E. Kimmel, jefe de la Flota del Pacífico, con base en Pearl Harbor.

Al día siguiente de la reunión de la Conferencia Imperial el almirante Isoroku Yamamoto envió un mensaje en clave al vicealmirante Nagumo al mando de la flota que navegaba en silencio hacia Pearl Harbor en el que le ordenaba lanzar el ataque. El mensaje decía: «Escalen el monte Niitaka 1208».
Mientras tanto los estados mayores del Ejército y de la Marina de Estados Unidos esperaban el ataque japonés de un momento a otro. Creían que los objetivos más probables serían Malaca, Tailandia o Filipinas. Nadie esperaba que el ataque fuera a Pearl Harbor, en medio del Pacífico. El problema estribaba en que los servicios de inteligencia no sabían donde se encontraban los seis portaviones de la Primera y la Segunda Flota japonesas. El 2 de diciembre, el almirante Husband E. Kimmel, jefe de la Flota del Pacífico, le dijo a uno de sus subordinados cuando le comunicó que seguían sin localizarlos: «¿Quieres decir que podrían estar rodeando Diamond Head [cerca de la entrada a Pearl Harbor] y no lo sabríais?».

### 7 de diciembre: ataque a Pearl Harbor y declaración de guerra

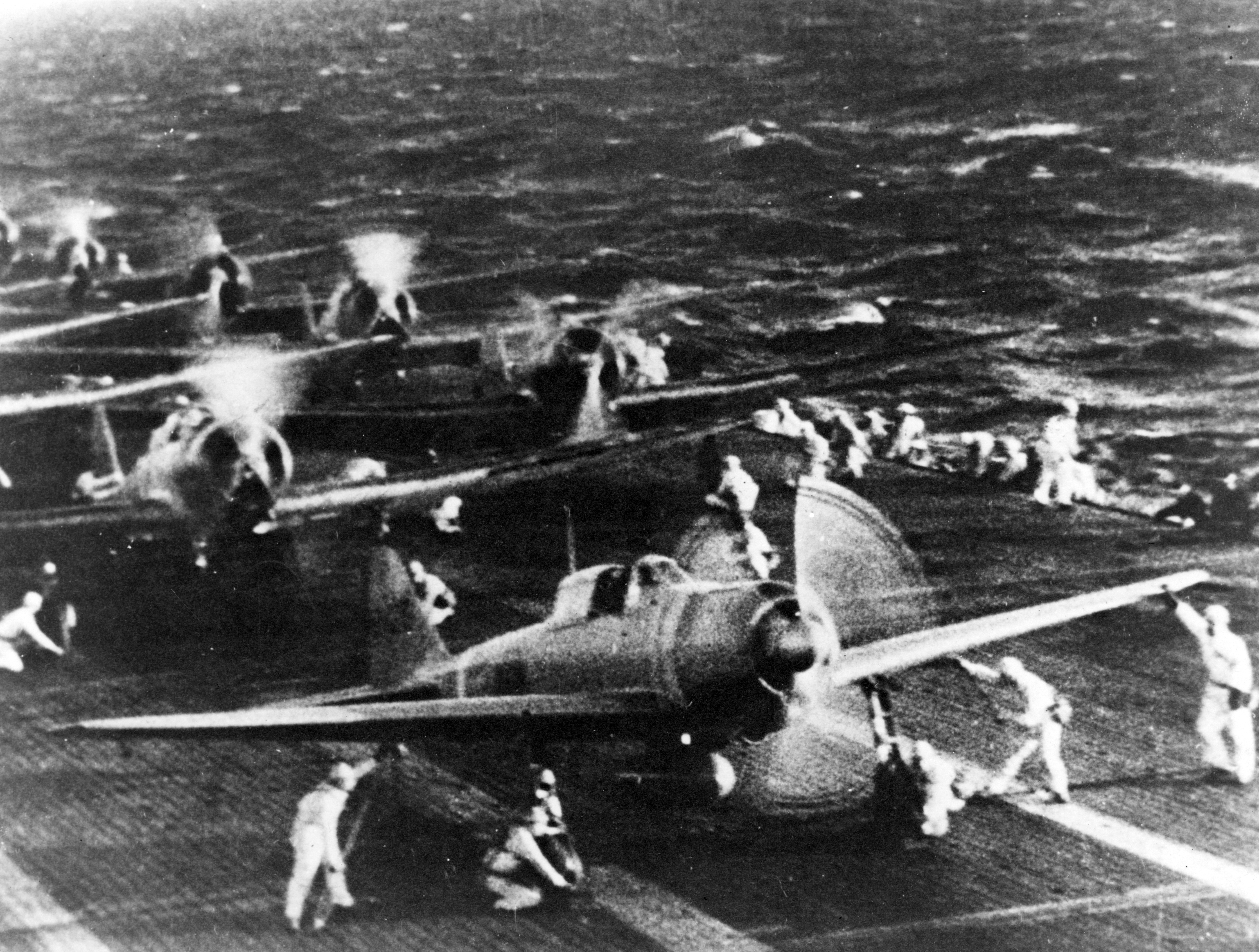
Varios cazas Zero de la segunda oleada se preparan para partir desde el portaaviones Shokaku hacia Pearl Harbor.

Considerando que el factor sorpresa era esencial en el éxito de la operación, el gobierno japonés y el Alto Mando —desoyendo la opinión del responsable máximo de la misma, el almirante Yamamoto, e incluso la del propio emperador, de que Japón debía atenerse a lo establecido en el derecho internacional sobre la guerra— decidieron que presentarían la ruptura de relaciones con Estados Unidos solo media hora antes del inicio del ataque a Pearl Harbor (previsto para las 8:00 horas del 7 de diciembre en las islas Hawái; las 13:30 del mismo día en Washington). Para asegurar el secreto también decidió no informar a sus representantes en Washington de la decisión de entrar en guerra contra Estados Unidos, por lo que después del 1 de diciembre continuaron con sus gestiones diplomáticas —Kurusu cuando se enteró meses después de que la guerra ya estaba decidida cuando el gobierno japonés el día 3 de diciembre les había indicado a él y a Nomura que siguieran con sus gestiones diplomáticas, consideró este hecho como una táctica deliberada de engañar y confundir al adversario, lo mismo que pensaron los estadounidenses—. De hecho Kurusu y Namura consiguieron que el presidente Roosevelt le enviara una carta personal al emperador a favor de la paz, pero fue retenida por orden del Estado Mayor del Ejército por lo que Hirohito la recibió solo media hora antes de que se iniciara el ataque a Pearl Harbor.

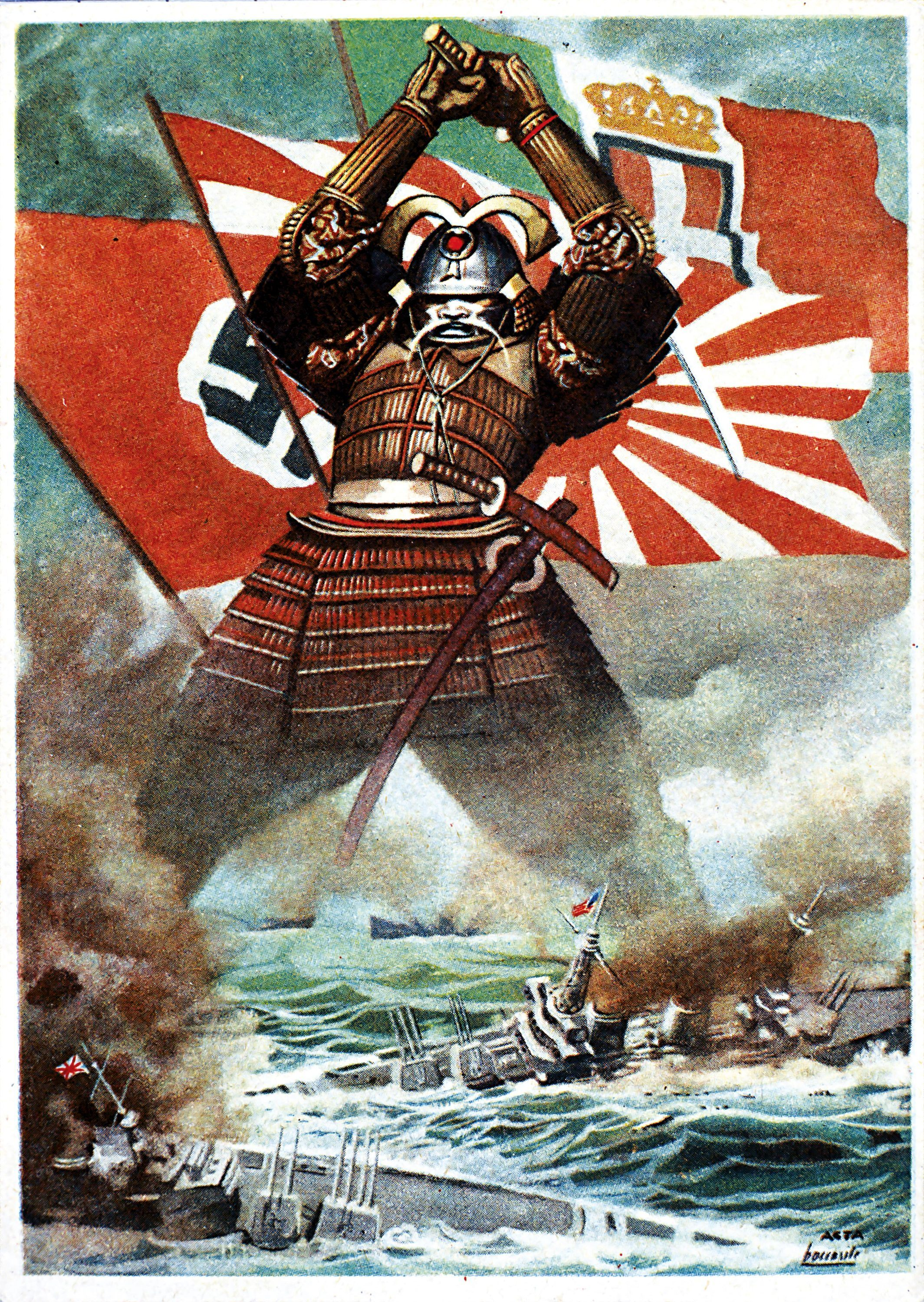
Cartel de propaganda del Pacto Tripartito exaltando el ataque japonés a Pearl Harbor

Cartel de propaganda de guerra estadounidense recordando Pearl Harbor.

El gobierno japonés envió el comunicado de la ruptura de las negociaciones —del que se había suprimido la frase que hablaba de la posible declaración de guerra japonesa de acuerdo con la Convención de La Haya— solo unas horas antes del ataque. El comunicado iba acompañado de la orden de que no lo entregaran antes de la 13:00 horas (horario de Washington; 7:30 horas, horario de Hawái, es decir, justo media hora antes del inicio del ataque). Pero la embajada japonesa tuvo problemas con el descifrado y el mecanografiado del documento, que constaba de catorce puntos y una conclusión final, por lo que Nomura y Kurusu lo presentaron a Hull a las 14:20 horas, cuando hacía una hora que el ataque a Pearl Harbor había comenzado —lo que Nomura y Kurusu desconocían, ya que su gobierno tampoco les había informado sobre la operación—. Cuando Hull los recibió notaron que este estaba furioso —ni les dio la mano, ni los invitó a sentarse—. No podían saber que tanto él como el presidente Roosevelt conocían su contenido desde las 10 de la mañana, ya que los servicios de inteligencia lo habían interceptado y descifrado antes que la propia embajada japonesa —de hecho hacia las 12 de la mañana los comandantes de las bases navales y terrestres estadounidenses del Pacífico ya habían sido advertidos del inminente ataque japonés, pero no el de Pearl Harbor, a causa de malas condiciones atmosféricas (el mensaje llegaría cuando el ataque japonés ya había comenzado)—. Además hacía pocos minutos que al secretario de Estado le habían informado de que la base de Pearl Harbor estaba siendo atacada por aviones japoneses. En un momento determinado Hull dejó de leer el documento que le habían entregado los representantes japoneses y les dijo:

En mis cincuenta años de servicio público no he visto un documento más plagado de falsedades y distorsiones: infames falsedades y distorsiones a una escala tan monumental que nunca imaginé hasta hoy que algún gobierno del planeta fuera capaz de manifestarlas.

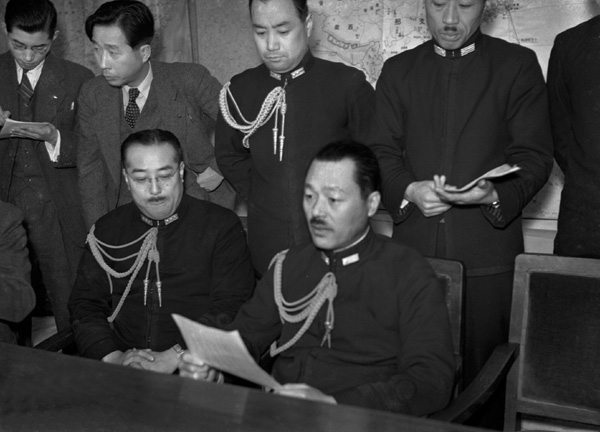
Anuncio desde el Cuartel General Imperial del ataque a Pearl Harbor (8 de diciembre de 1941).

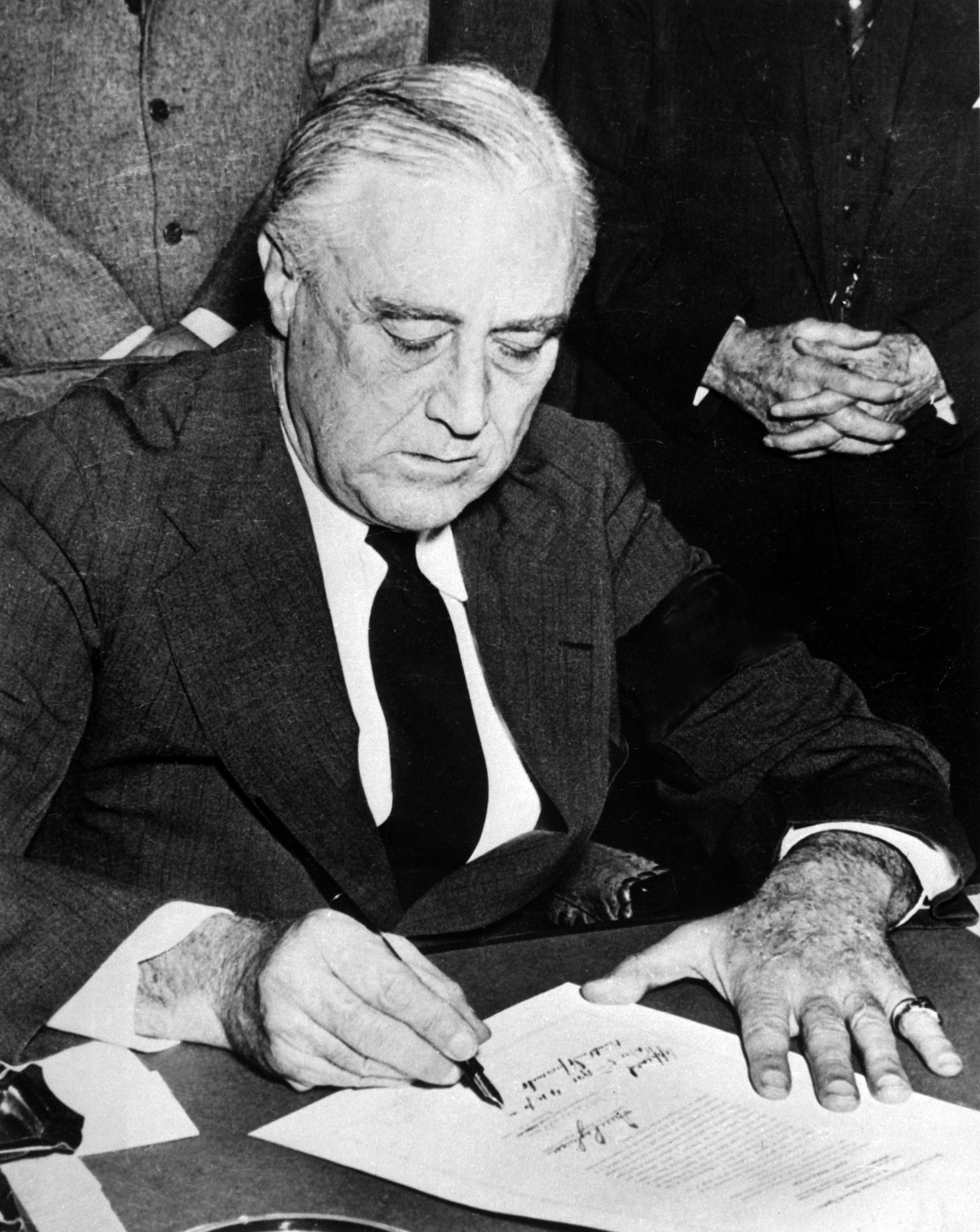
Franklin D. Roosevelt firmando la declaración de guerra a Japón.

Kurusu y Nomura regresaron confusos a su embajada, donde encontraron a la entrada una multitud que los increpaba. Fue entonces cuando supieron que Japón había atacado a Estados Unidos por sorpresa y antes de haber declarado la guerra. Después de que se hubieran marchado los dos representantes japoneses Hull los llamó «homúnculos y sinvergüenzas».
En el discurso que pronunció al día siguiente ante el Congreso para pedir la declaración de guerra a Japón —también conocido como el «discurso de la infamia» porque empezaba diciendo: «Ayer, 7 de diciembre de 1941, una fecha que vivirá en la infamia, Estados Unidos de América fue atacado repentina y deliberadamente por fuerzas navales y aéreas del Imperio japonés»—, Roosevelt denunció la abominable conducta japonesa al haber usado la diplomacia para ocultar los preparativos:

Una hora después de que los escuadrones aéreos japoneses hubieran comenzado a bombardear Oahu, el embajador japonés en Estados Unidos y su colega entregaron al secretario de Estado una respuesta formal a un reciente mensaje estadounidense. Aunque esta respuesta afirmaba que parecía inútil continuar las negociaciones diplomáticas, no contenía amenaza alguna ni aludía a la guerra o a un ataque armado.